# Département fédéral des affaires étrangères
Le Département fédéral des affaires étrangères (DFAE ; en allemand : Eidgenössisches Departement für auswärtige Angelegenheiten, EDA ; en italien : Dipartimeno federale degli Affari esteri, DFAE en italien ; en romanche : Departament federal d’affars exteriurs, DFAE ) est l'un des sept départements de l'administration fédérale suisse.
Sa mission et ses attributions sont identiques à celles des ministères des affaires étrangères dans d’autres pays.
Le conseiller fédéral Ignazio Cassis en est le chef depuis le 1er novembre 2017.

## Changements de dénomination
- 1848-1887 : Département politique
- 1888-1895 : Département des affaires étrangères
- 1896-1978 : Département politique fédéral
- depuis 1979 : Département fédéral des affaires étrangères

## Rôle
Le DFAE a pour mission de défendre les intérêts de la Suisse à l’étranger et vis-à-vis de l’étranger. Il s’y emploie à travers la mise en œuvre de la politique extérieure suisse, dont les objectifs sont fixés comme suit dans l’art. 54, al. 2, de la Constitution fédérale (Cst.) :

« La Confédération s'attache à préserver l'indépendance et la prospérité de la Suisse ; elle contribue notamment à soulager les populations dans le besoin et à lutter contre la pauvreté ainsi qu'à promouvoir le respect des droits de l'homme, la démocratie, la coexistence pacifique des peuples et la préservation des ressources naturelles. »

— article 157 alinéa 1 Cst.
Axes stratégiques de la politique étrangère 2012-2015 :
- entretien et développement des relations avec les États voisins et l’Union européenne (UE),
- poursuite et adaptation de l’engagement en faveur de la stabilité en Europe et dans le reste du monde,
- renforcement et diversification des partenariats stratégiques et de l’engagement multilatéral,
- renforcement du soutien et de l’offre de prestations proposés aux Suissesses et aux Suisses de l’étranger.

À l’origine, le président de la Confédération était à la tête du Département politique (DP) pour une année. En 1888, le Département a été remanié par Numa Droz ; il l'a ensuite dirigé durant cinq années consécutives. Entre 1896 et 1914, le Conseil fédéral est revenu à l’ancien système.

## Structure

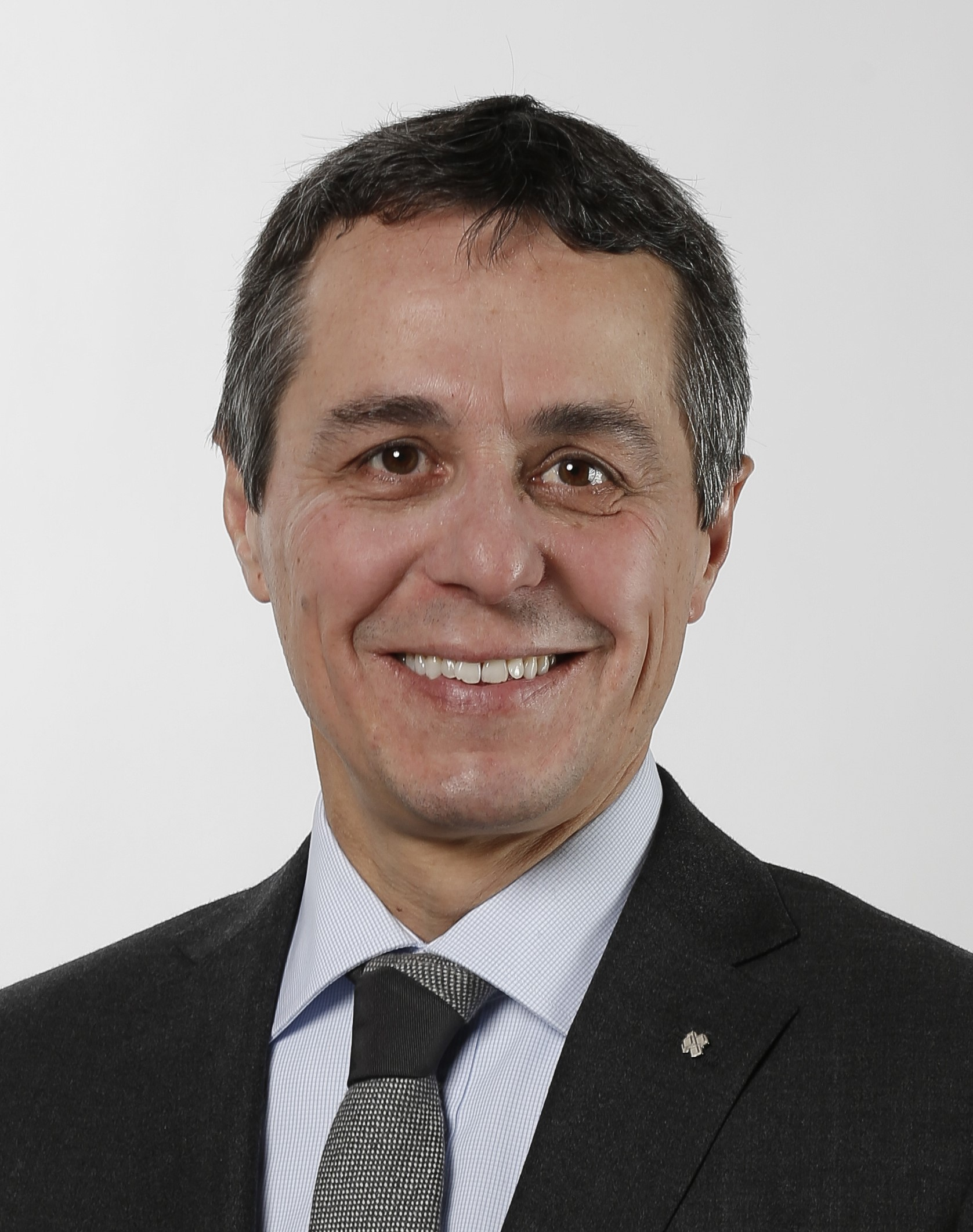
Ignazio Cassis, chef du DFAE depuis 2017 en Suisse.

Le DFAE est dirigé par le conseiller fédéral tessinois libéral-radical Ignazio Cassis (depuis le 1er janvier 2017). Il est composé (en juin 2021) de quatre directions, d'un secrétariat d'État et soutenu par un secrétariat général.

### Secrétariat général (SG-DFAE)
Le secrétariat général soutient le chef DFAE dans ses activités en tant que membre du Conseil fédéral et chef de département. Il revêt en ce sens les fonctions d'un état-major.
Le SG-DFAE est composé des unités administratives suivantes :
- Audit interne DFAE
- Affaires du Conseil fédéral et du Parlement
- Service de documentation
- Égalité des chances et questions globales relatives au genre DFAE
- Communication DFAE
- Présence Suisse
- Centre de compétence en contrats et marchés publics

Le suivi historique de la Commission indépendante d'experts (auteur du rapport Berger) et la liaison avec Dodis font aussi partie de ses tâches.

### Secrétariat d'État (SEE)

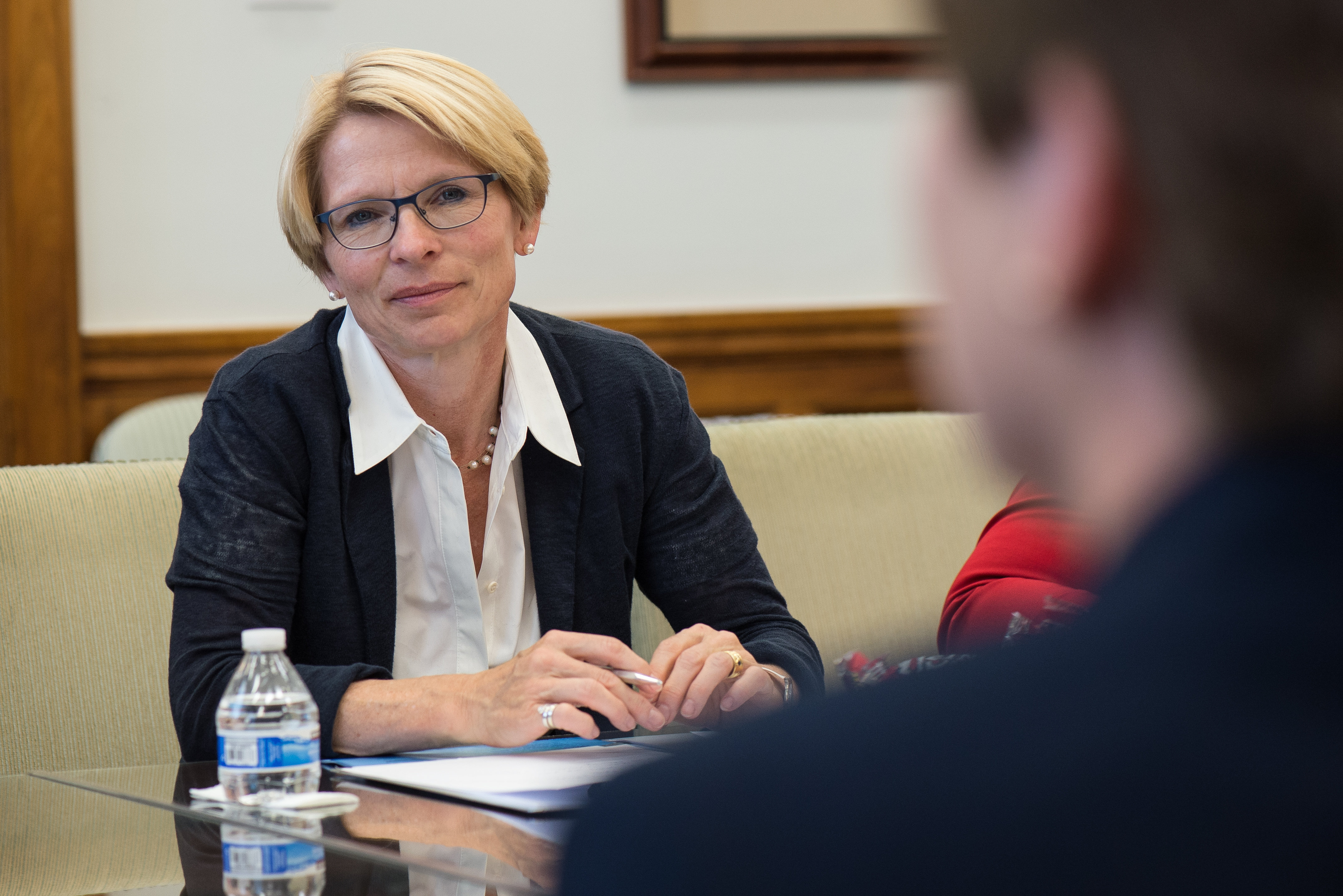
Livia Leu Agosti, secrétaire d'État depuis janvier 2021 en Suisse et négociatrice en chef avec l'Union européenne de puis octobre 2020 en Suisse.

Le Secrétariat d'État SEE (en allemand Staatssekretariat StS, en italien Segreteria di Stato SES) est l'unité qui développe les stratégies et les lignes directrices de la  politique extérieure suisse et qui coordonne la politique extérieure avec les autres départements fédéraux. À la tête du SEE se trouve le secrétaire d'État, qui conseille le chef du DFAE sur toutes les questions de politique extérieure, sauf en ce qui concerne le domaine de compétence de la Direction des affaires européennes. La fonction de secrétaire d'État du DFAE est considérée par la NZZ comme l'un des postes les plus importants de l'administration fédérale.
Jusqu'à la fin décembre 2020, le titre « Secrétariat d'État » n'est pas suivi d'un complément (contrairement au SECO, qui est le Secrétariat d'État à l'économie), toutefois certains médias utilisent le terme de « Secrétariat d'État aux affaires étrangères » pour le différencier des autres secrétariats d'État, plus récents (SECO, SEM, SEFRI et SFI).
À partir du 1er janvier 2021, son appellation officielle est « Secrétariat d'État du DFAE ».
Directement subordonné au secrétaire d'État se trouve le service du protocole, responsable pour les questions de cérémonie et protocole diplomatique. Il organise à ce titre les visites officielles et les visites d'État. Il est aussi l'interlocuteur principale pour les représentations étrangères en Suisse en matière d'immunité diplomatique et des privilèges liés à leurs fonctions.
Le SEE est divisé comme suit :
- État-major SEE
- les divisions géographiques et thématiques, toutes dirigées par un diplomate ayant le rang d'ambassadeur[13]
- Centre de gestion des crises CGC (Krisenmanagement-Zentrum KMZ en allemand)
- DFAE-Event
- Service du protocole

#### Division Afrique
La Division Afrique (en allemand Abteilung Afrika ; anciennement dans la Division politique II et jusqu'à la fin 2020 Division Afrique subsaharienne et Francophonie DASF, ASF en allemand) est responsable de l'Afrique subsaharienne et de la représentation de la Suisse auprès de l'Organisation internationale de la francophonie.
La DASF est composée de deux coordinations régionales :
- Coordination régionale Afrique de l'Est et australe ;
- Coordination régionale Afrique de l'Ouest et centrale ;
- Service de la Francophonie.

La Suisse entretient des ambassades à Pretoria, à Luanda, à Accra, à Yaoundé, à Abidjan, à Addis-Abeba, à Nairobi, à Antananarivo, à Kinshasa, à Kigali, à Dakar, à Khartoum et à Harare. Les ressortissants suisses en Afrique du Sud peuvent aussi s'adresser au consulat général au Cap.

#### Division Amériques

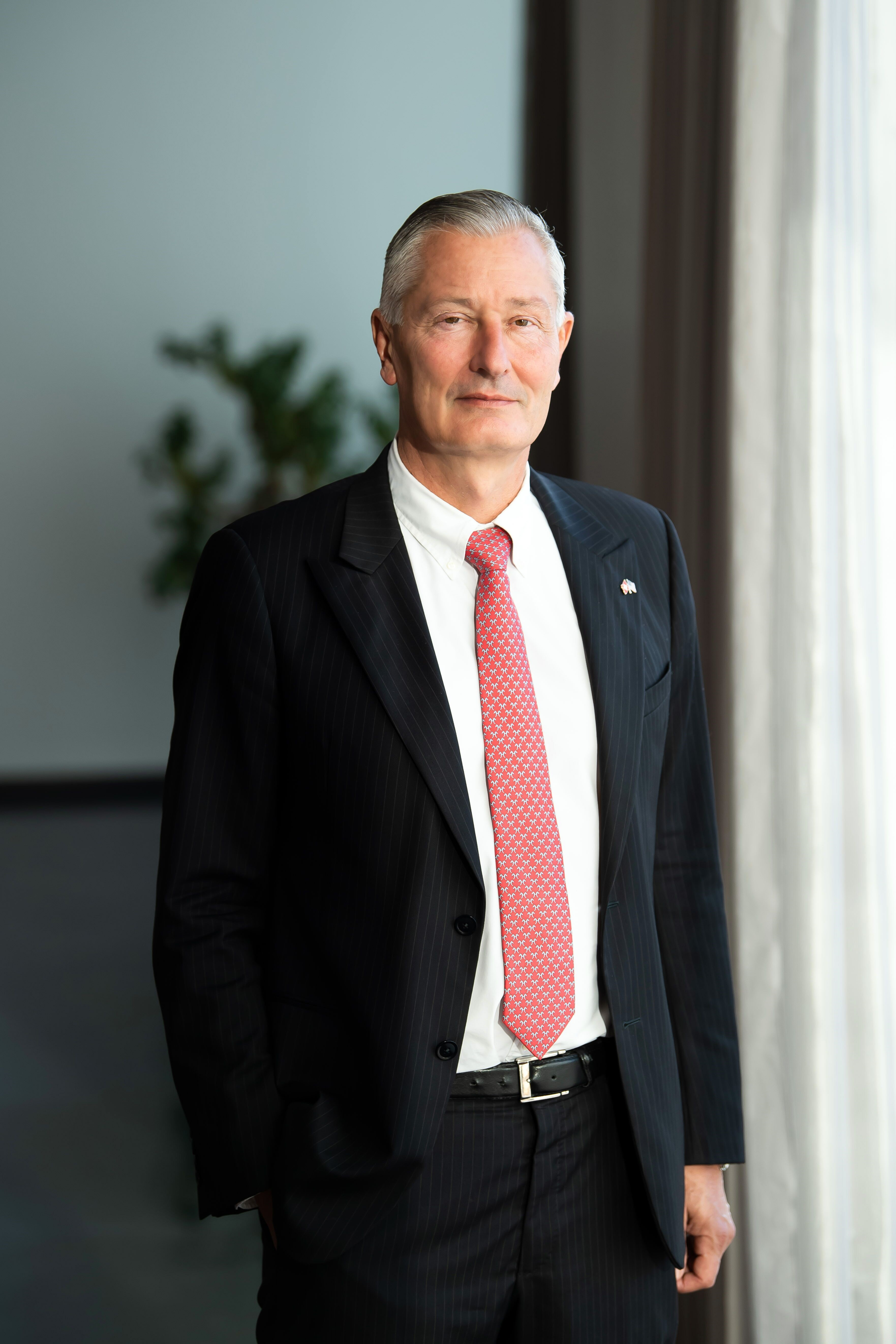
Jacques Pitteloud, ambassadeur auprès des États-Unis d'Amérique.

La Division Amériques (en allemand Abteilung Amerikas AAM, anciennement partie de la Division politique II,) couvre l'ensemble du continent américain. Le Service des intérêts étrangers y est rattaché. La Suisse gère en 2020 plusieurs mandats de puissance protectrice (en particulier les intérêts américains auprès de l'Iran et du Venezuela, les intérêts iraniens en Arabie saoudite et en Égypte, de même que les intérêts russes en Géorgie et vice-versa).
- Coordination régionale Amérique du Nord et centrale ;
- Coordination régionale Amérique du Sud ;
- Service des intérêts étrangers.

La Suisse dispose de seize ambassades sur ce continent, notamment à Buenos Aires, à La Paz, à Brasilia, à Ottawa, à Santiago de Chile, à Bogota, à San José, à La Havane, à Quito, à Guatemala, à Port-au-Prince, à Mexico, à Montevideo, à Lima, à Washington et à Caracas. De plus, les ressortissants suisses disposent de huit consulats généraux, à Rio de Janeiro et Sao Paolo, à Montréal et Vancouver, de même qu'à Atlanta, New York, Chicago, et San Francisco.

#### Division Asie et Pacifique
La Division Asie et Pacifique (AAP ; en allemand Abteilung Asien und Pazifik AAP anciennement partie de la Division politique II) est chargée de coordonner la politique étrangère suisse pour ces régions. Elle s'occupe en particulier, en collaboration avec l'Armée suisse, de la présence des observateurs militaires suisses auprès de la Commission de Supervision des Nations Neutres (NSCC en anglais), chargée de la surveillance de la frontière entre les deux Corées. La Division Asie et Pacifique s'occupe aussi du rôle de la Suisse en tant que partenaire au sein de l'ASEAN.
La DAP a divisé sa couverture géographique en trois coordinations régionales :
- Coordination régionale Asie de l'Est ;
- Coordination régionale Asie du Sud ;
- Coordination régionale Asie du Sud-Est et Pacifique.

La Suisse dispose d'un réseau de quinze ambassades dans la région à Canberra, à Dacca, à Pékin, à New Delhi, à Jakarta, à Tokyo, à Kuala Lumpur, à Rangoun, à Katmandou, à Manille, à Singapour, à Colombo, à Séoul, à Bangkok et à Hanoï. Ce réseau est complété par des consulats généraux à Sydney, à Hong Kong, à Shanghai, à Bombay et à Karachi. La Suisse ne reconnaissant pas Taïwan en tant qu'État indépendant, elle n'y dispose que d'un bureau de commerce privé nommé Trade Office of Swiss Industries.

#### Division Eurasie

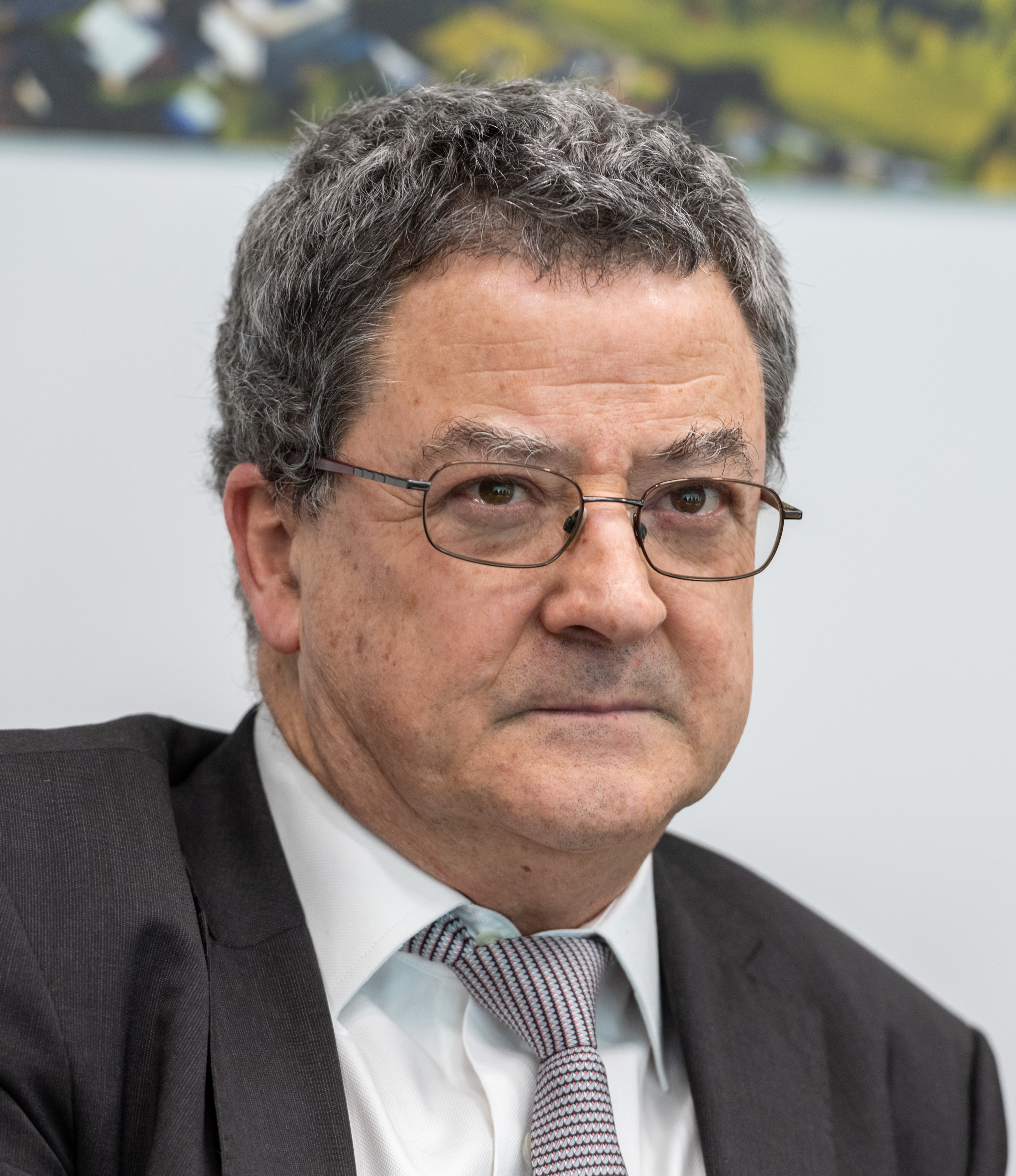
Yves Rossier, ambassadeur de Suisse auprès de la fédération de Russie jusqu'en 2021.

La Division Eurasie (en allemand Abteilung Eurasien ; anciennement partie de la Division politique I, jusqu'à la fin 2020 Division Europe, Asie centrale, Conseil de l’Europe, OSCE DEACO, AEZEO en allemand) coordonne les relations de la Suisse avec les pays d'Europe de l'Est (en particulier la Turquie et les anciens pays du bloc de l'Est). Les relations avec les pays membres de l'Union européenne et de l'AELE sont de la compétence de la Division Europe.
En tant que division responsable pour le Conseil de l'Europe, la Division Eurasie participe à l'élaboration de la politique étrangère en matière de droits de l'homme (avec la Division Sécurité humaine). La représentation suisse (agent) auprès de la Cour européenne des droits de l'homme (instituée par le Conseil de l'Europe) est en revanche rattachée à l'Office fédéral de la justice.
La Division Eurasie est divisée comme suit :
- Section Conseil de l'Europe et OSCE ;
- Coordination régionale Europe du Sud-Est ;
- Coordination régionale Europe de l'Est et Asie centrale.

Les représentations suisses dans ces zones géographiques sont rattachées à cette division ; la Suisse est présente avec une ambassade à Ankara, à Bakou (ouverte en 2008), à Bichkek (ouverte en 2012), à Erevan (ouverte en 2011), à Kiev, à Minsk (ouverte en 2020), à Moscou, à Noursoultan (ouverte en 2009), à Pristina (ouverte en 2008), à Sarajevo, à Skopje, à Tachkent et à Tirana. Elle dispose d'un consulat général à Istanbul et à Saint-Pétersbourg.

#### Division MENA

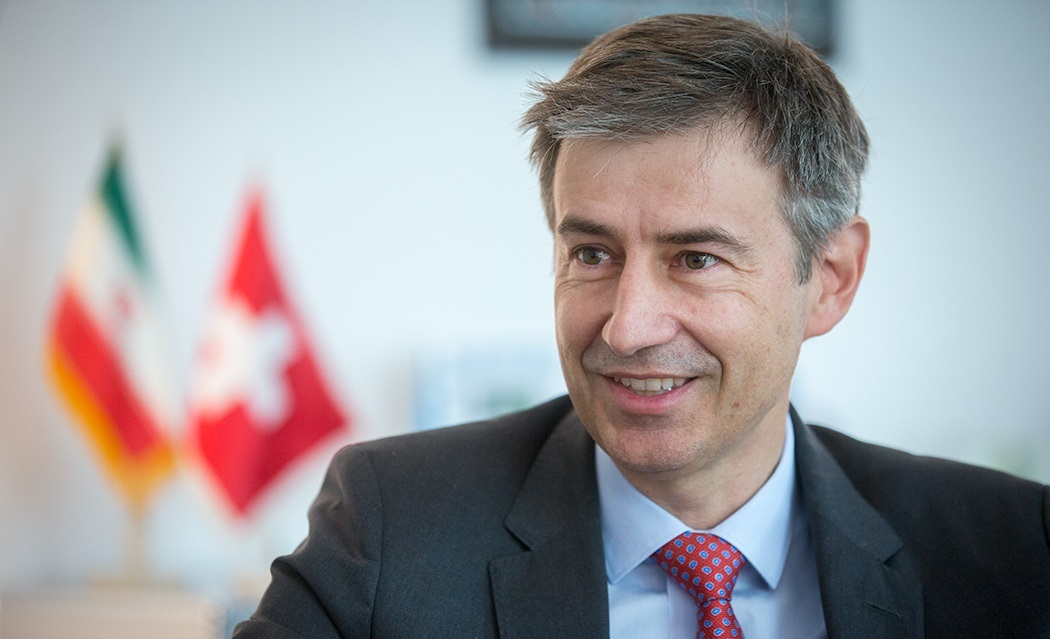
Markus Leitner, ambassadeur auprès de la République islamique d'Iran.

La Division MENA (en allemand Abteilung MENA, anciennement partie de la Division politique II, jusqu'à la fin 2020 Division Moyen-Orient et Afrique du Nord DMOAN, AMON en allemand ) est responsable de la politique extérieure de la Suisse dans cette région du globe. L'ambassade suisse à Téhéran, chargée de la représentation des intérêts américains auprès de l'Iran, est entre autres du ressort de cette division.
La DMOAN est divisée en trois coordinations régionales :
- Coordination régionale Afrique du Nord (jusqu'à fin 2020 Coordination régionale I) ;
- Coordination régionale Proche-Orient (jusqu'à fin 2020 Coordination régionale II Moyen et Proche-Orient) ;
- Coordination régionale Péninsule arabique et Iran (jusqu'à fin 2020 Coordination régionale III).

Outre à Téhéran, la Suisse dispose de douze autres ambassades pour la région, à savoir à Alger, au Caire, à Abu Dhabi, à Tel Aviv-Jaffa, à Amman, à Koweit, à Beyrouth, à Rabat, à Muscat, à Doha, à Riyad et à Tunis.

#### Division Europe
La Division Europe (en allemand Abteilung Europa) est issue de l'intégration de la Direction des affaires européennes au sein du SEE au 1er janvier 2021, et est responsable pour la politique européenne de la Suisse.
Elle est composée des unités suivantes (outre un état-major de division) :
- Section Droit et accords ;
- Coordination UE :
  - Section Économie et finances,
  - Section Affaires sectorielles,
  - Section Institutions et politique étrangère UE,
  - Section Justice et affaires intérieures ;
- Relations bilatérales :
  - Coordination régionale Europe occidentale, centrale et méridionale,
  - Coordination régionale États voisins (Allemagne, Autriche, France, Italie et Liechtenstein) et coopération transfrontalière.

#### Division Sécurité internationale
La Division Sécurité internationale (en allemand Abteilung Internationale Sicherheit ; anciennement Division politique III et jusqu'à la fin 2020 Division politique de sécurité DPS, en allemand ASP) est responsable des domaines de la politique de sécurité au niveau international. Elle s'occupe avec le DDPS des thématiques liées à la coopération militaire internationale (avec le Partenariat pour la Paix de l'OTAN). Elle contribue à l'élaboration de la politique suisse au sujet de l'armement, du désarmement et de la non-prolifération et coordonne les activités de la Suisse au sein de l'Agence internationale de l'énergie atomique et de l'assemblée des États-parties au Traité sur la non-prolifération des armes nucléaires. Elle est responsable, en collaboration avec le SECO, de la délivrance des autorisations d'exportation d'armes pour les entreprises suisses et des services de sécurité privés. Cette division est aussi responsable de l'aspect diplomatique de la stratégie de la Confédération en matière de cybersécurité.
Le service de documentation politique du DFAE, qui publie la revue Politorbis, est aussi rattaché à cette division.
La division est construite comme suit :
- Section Contrôles à l'exportation et services de sécurité privés ;
- Section Maîtrise des armements, désarmement et non-prolifération ;
- Section Sécurité globale (jusqu'à la fin 2020 Section Sécurité internationale) ;
- Section Cyberdiplomatie (jusqu'à la fin 2020 Section Politique étrangère de sécurité cyberespace, dite EDA Cyber) ;
- Section CH@WORLD et gestion de l'information (anciennement Section Documentation politique DFAE).

#### Division ONU

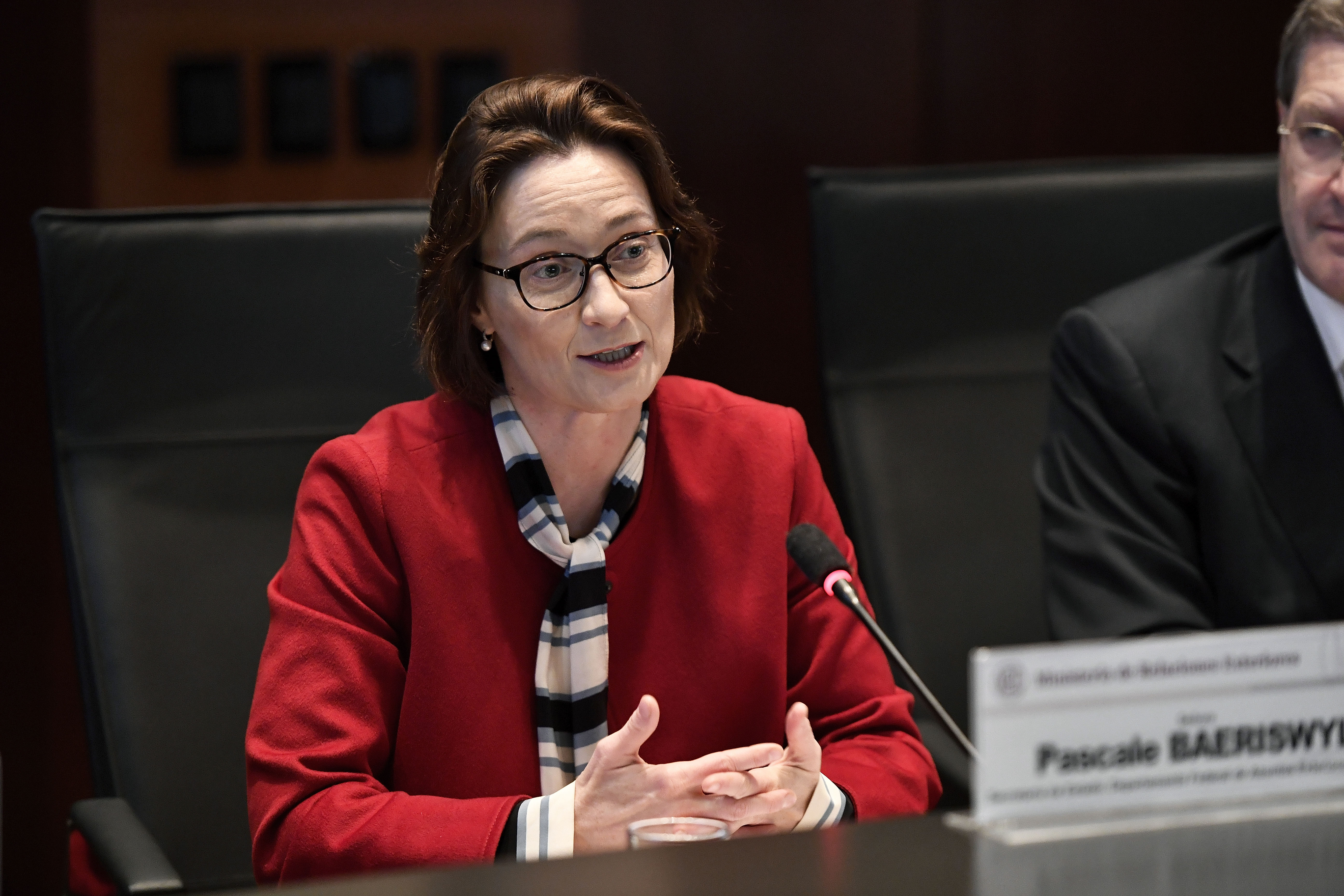
Pascale Baeriswyl, secrétaire d'État de 2016 à 2020, depuis 2020 cheffe de mission de la Suisse auprès des Nations Unies à New-York.

La Division ONU (en allemand Abteilung ONU, anciennement Division politique III et jusqu'à fin 2020 Division Nations unies et organisations internationales DOI, AOI en allemand) est responsable de la coordination des efforts diplomatiques de la Suisse auprès des Nations unies et de sa politique multilatérale.
Elle comporte plusieurs sections :
- Coordination ONU :
  - Section Conseil de sécurité,
  - Section Assemblée générale de l'ONU, ECOSOC et Conseil des droits de l'homme ;
- Section Candidatures ;
- Section Organisations internationales et État hôte ;
- Section UNESCO.

Sont rattachées à cette division, entre autres les missions suisses auprès des Nations Unies à New-York et à Genève, de même qu'à Rome auprès de la FAO.

#### Division Paix et droits de l'homme
La Division Paix et droits de l'homme (DPDH ; en allemand Abteilung Frieden und Menschenrechte AFM; précédemment Division IV,, jusqu'à la fin 2020 Division Sécurité humaine DSH) est la division du DFAE chargée de la politique étrangère en matière de droits de l'homme et de promotion de la paix.
La Suisse dispose également d'un pool d'experts pour la promotion civile de la paix, composé d'environ 100 experts, qui collabore avec l'ONU, l'OSCE (dont une mission en Ukraine) et l'Union européenne.
Les compétences en matière d'aide humanitaire sont partagées avec la DDC.
La DSH est divisée en huit sections (en sus d'un état-major de division) :
- Groupe Paix et droits de l'homme (géographique) :
  - Section Europe, Asie et Amérique latine,
  - Section Afrique,
  - Section MENA,
  - Section Médiation et autres thématiques ;
- Groupe Paix et droits de l'homme (thématique) :
  - Pool d'expert pour la promotion civile de la paix (PEP),
  - Section Diplomatique humanitaire,
  - Section Déplacement forcé et migration,
  - Section Diplomatie des droits de l'homme.

Est rattaché également auprès de cette direction le bureau de l'envoyée spéciale pour le traitement du passé et la prévention des atrocités, Mô Bleeker, qui dirige la délégation suisse auprès de l'alliance internationale pour la mémoire de l'Holocauste.

#### Division Prospérité et durabilité
La Division Prospérité et durabilité (en allemand Abteilung Wohlstand und Nachhaltigkeit AWN ; anciennement Division politique V, jusqu'à la fin 2020 Division Politiques extérieures sectorielles DPES, en allemand ASA) s'occupe des politiques étrangères thématiques qui ne sont pas liées à un secteur géographique, en particulier les affaires économiques et financières. Cette coordination s'effectue avec le Secrétariat d'État aux questions financières internationales (SFI), rattaché au DFF. Les questions environnementales se font en collaboration avec le DETEC. La politique scientifique s'occupe des relations avec le CERN, l'Agence spatiale européenne (ESA) et le Comité des utilisations pacifiques de l'espace extra-atmosphérique (COPUOS), en collaboration avec le Secrétariat d’État à la formation, à la recherche et à l’innovation (SEFRI).
La DPES est divisée en quatre sections :
- Bureau du délégué du Conseil fédéral pour l'Agenda 2030 ;
- Section Économie ;
- Section Finances ;
- Section Environnement et Énergie ;
- Section Science, transport et espace.

### Direction consulaire (DC)
La Direction consulaire DC (en allemand Konsularische Direktion KD, en italien Direzione consolare) est l'unité responsable de la coordination des prestations consulaires fournies par la Suisse à la Cinquième Suisse,. Elle gère aussi la Helpline DFAE, 
Elle est divisée comme suit :
- État-major DC
- Stratégies, développements et accords consulaires
- Relations avec les Suisses de l’étranger
- Centre de service aux citoyens[42]
  - Protection consulaire
  - Service aux citoyens et soutien aux représentations
  - Helpline DFAE
  - Emigration Suisse
  - Aide sociale aux Suisses de l'étranger

### Direction du droit international public (DDIP)
La Direction du droit public international DDIP (en allemand Direktion für Völkerrecht DV, en italien Direzione del diritto internazionale pubblico DDIP) est le centre de compétence de la Confédération en matière de droit international public et coordonne toutes les activités de la Suisse en la matière. Le DFAE la définit comme la « conscience juridique » du département. Le directeur de la DDIP est également le jurisconsulte du département. La DDIP s'assure aussi que la Suisse respecte ses obligations découlant du droit public international.
La DDIP est aussi responsable de la restitution d'avoirs illicites de personnes politiquement exposées (appelés avoirs PEP ou en allemand Potentatengelder), dans le cadre des directives du Groupe d'action financière.
Même si la Suisse n'est pas d'accès direct à la mer, son pavillon est utilisé par différents armateurs, qui constituent la Marine marchande suisse. L'Office suisse de la navigation maritime (OSNM) est responsable de la supervision de cette marine marchande
La DDIP est composée des unités suivantes :
- Division I 
  - Section Droits de l'homme,
  - Section Droit humanitaire
  - Section droit diplomatique et consulaire
- Division II
  - Section du droit international public
  - Section de la restitution d'avoirs illicites
  - Section des traités internationaux
- Coordination lutte contre le terrorisme
- Office suisse de la navigation maritime (OSNM)

### Direction du développement et de la coopération (DDC)

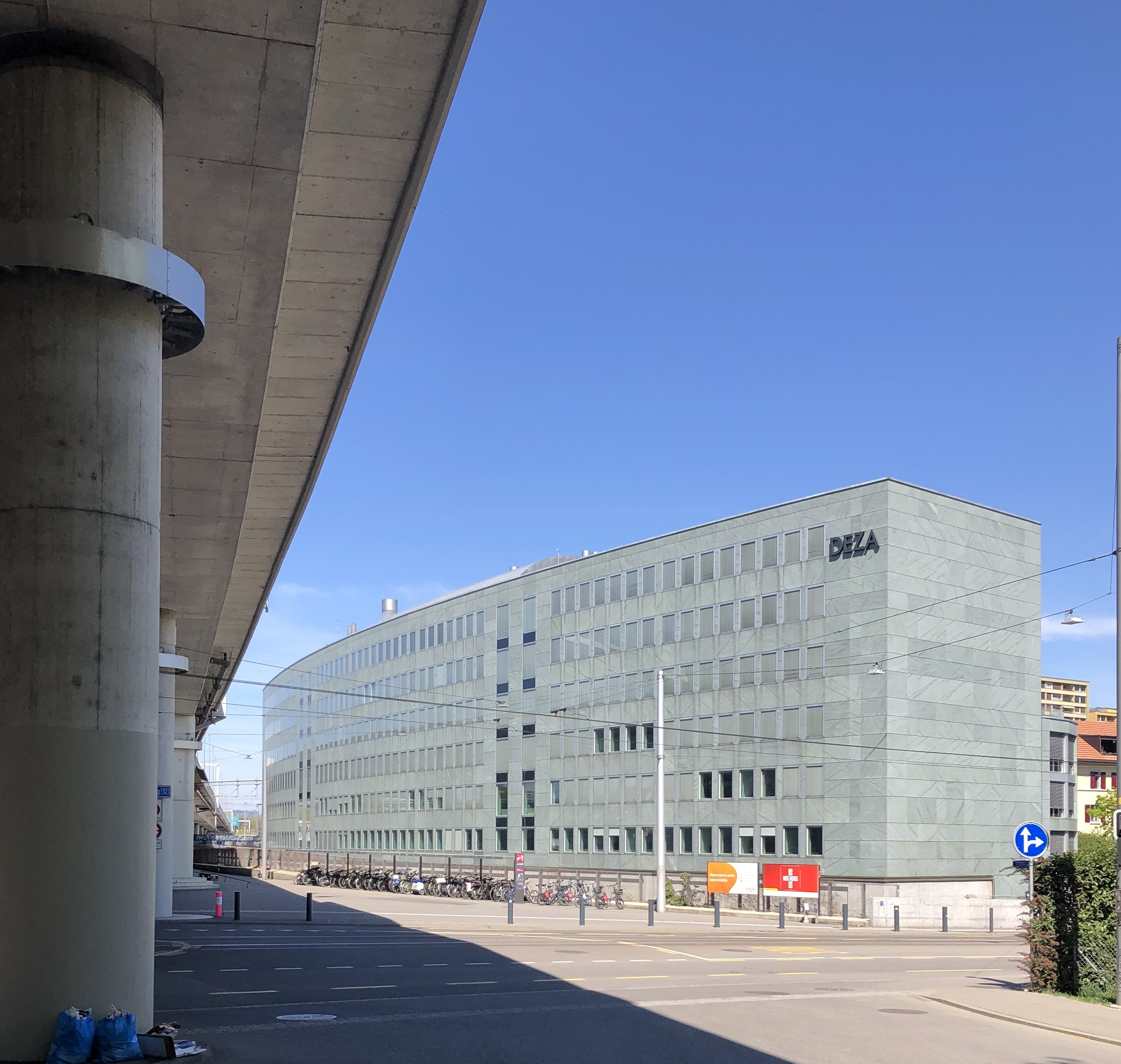
Batiment de la Direction du développement et de la coopération, à Ausserholligen (Berne).

La Direction du développement et de la coopération DDC (en allemand Direktion für Entwicklung und Zusammenarbeit DEZA, en italien Direzione dello sviluppo e della cooperazione) est l'unité de l'administration fédérale responsable de l'aide au développement et de l'aide humanitaire.
Depuis mai 2020, la DDC est dirigée par Patricia Danzi.

### Direction des ressources (DR)
La Direction des ressources DR (en allemand Direktion für Ressourcen DR, en italien Direzione delle risorse DR) est l'unité du DFAE chargée de la coordination des ressources (logistiques et humaines) pour la Centrale et pour les représentations suisses à l'étranger.
La DR est divisée comme suit :
- État-major DR
- Personnel DFAE
- Services spécialisés DFAE
- Finances DFAE
- Informatique DFAE

### Centrale et réseau extérieur
Le DFAE est divisé géographiquement en une centrale à Berne (Zentrale en allemand,, où sont situés le Secrétariat général, le Secrétariat d'État et les quatre directions) et d'un réseau extérieur de représentations.
Le réseau extérieur du DFAE est composé d'ambassades, de consulats, de bureaux de coopération de la DDC et de missions auprès d'organisations internationales.
Une conférence des ambassadeurs et du réseau extérieur (en allemand Botschafter- und Aussennetzkonferenz dite BoKo) a lieu chaque année. La première édition s'est déroulée en 1887 alors que Numa Droz était chef du Département politique ; à ce moment, la Suisse ne disposait que de cinq ambassades (à Paris, Vienne, Rome, Berlin et Washington).

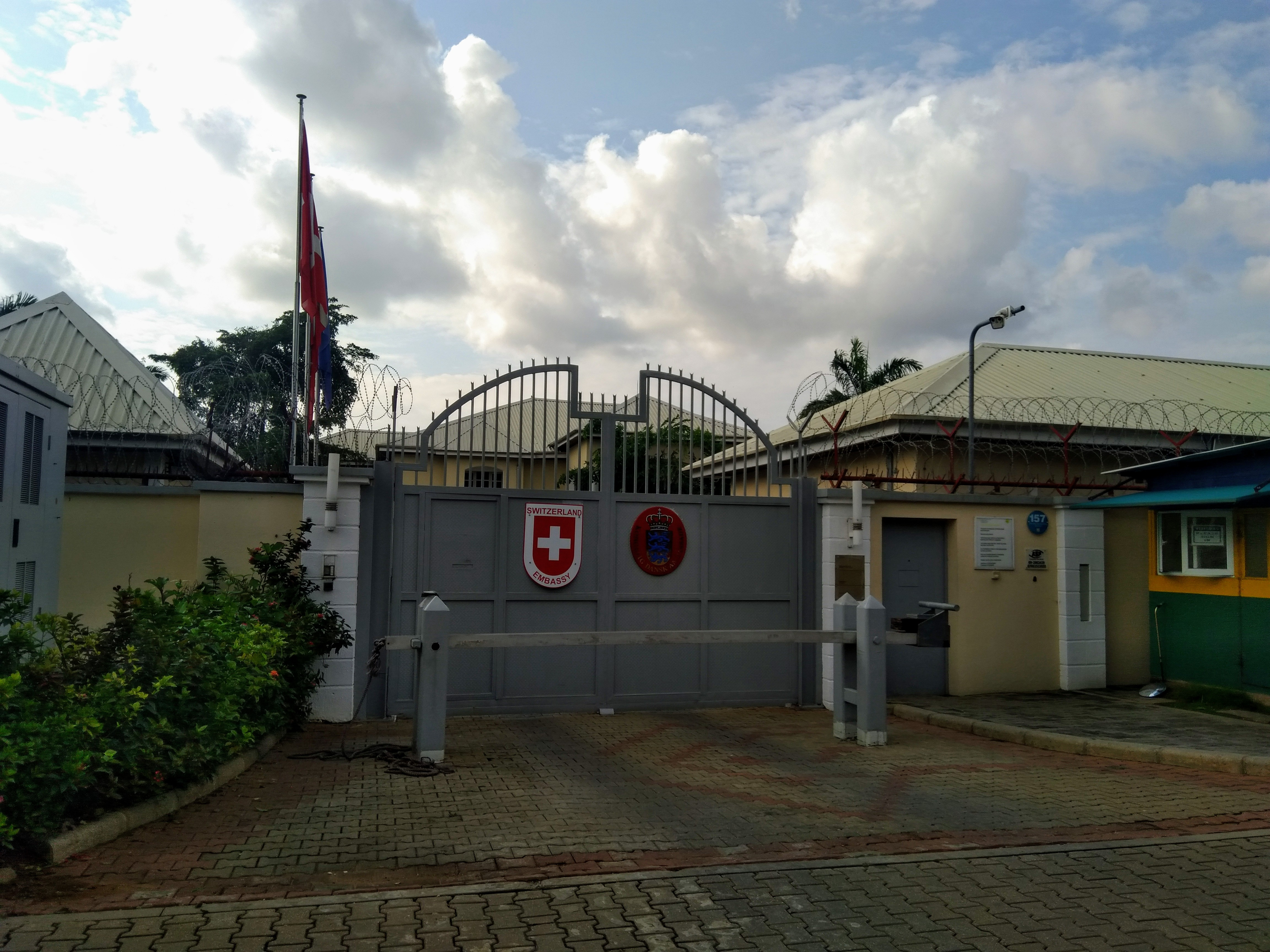
Ambassade à Abuja (compound partagé avec l'ambassade du Danemark).
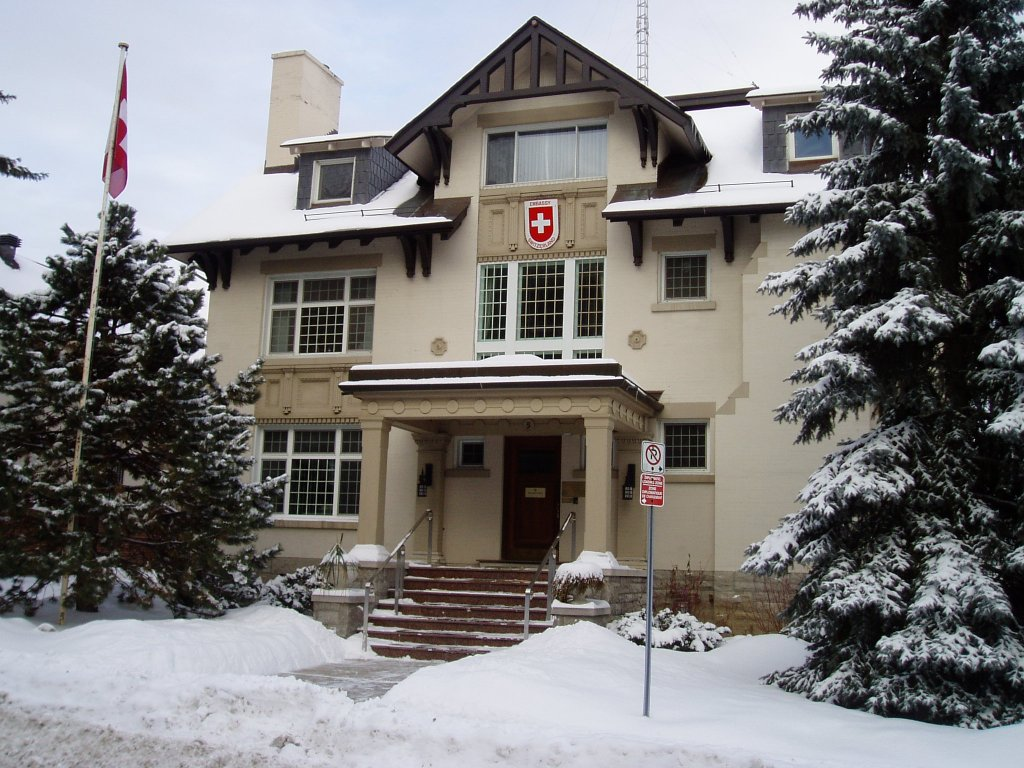
Ambassade à Ottawa.
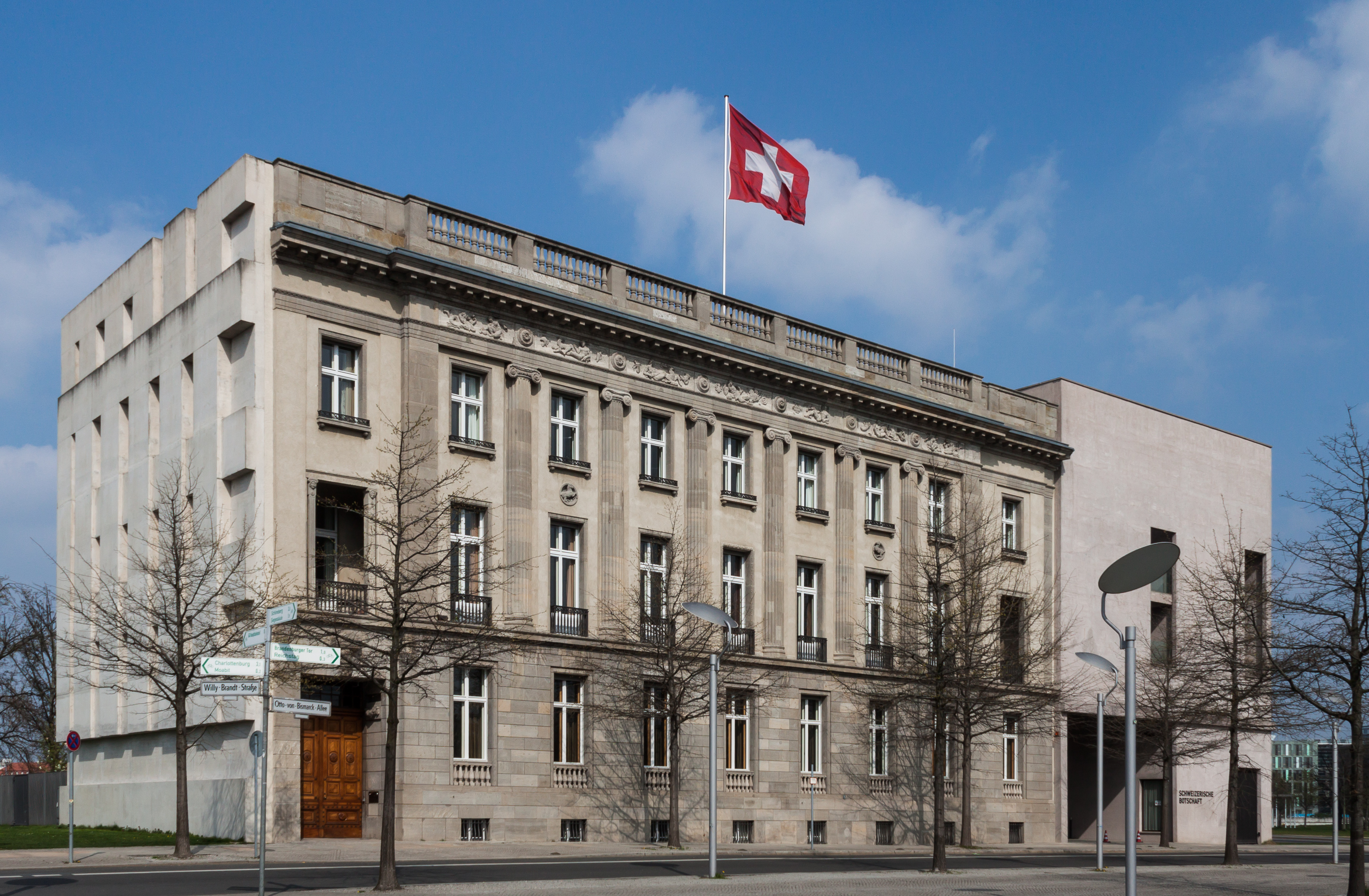
Ambassade à Berlin (à deux pas de la Chancellerie fédérale).
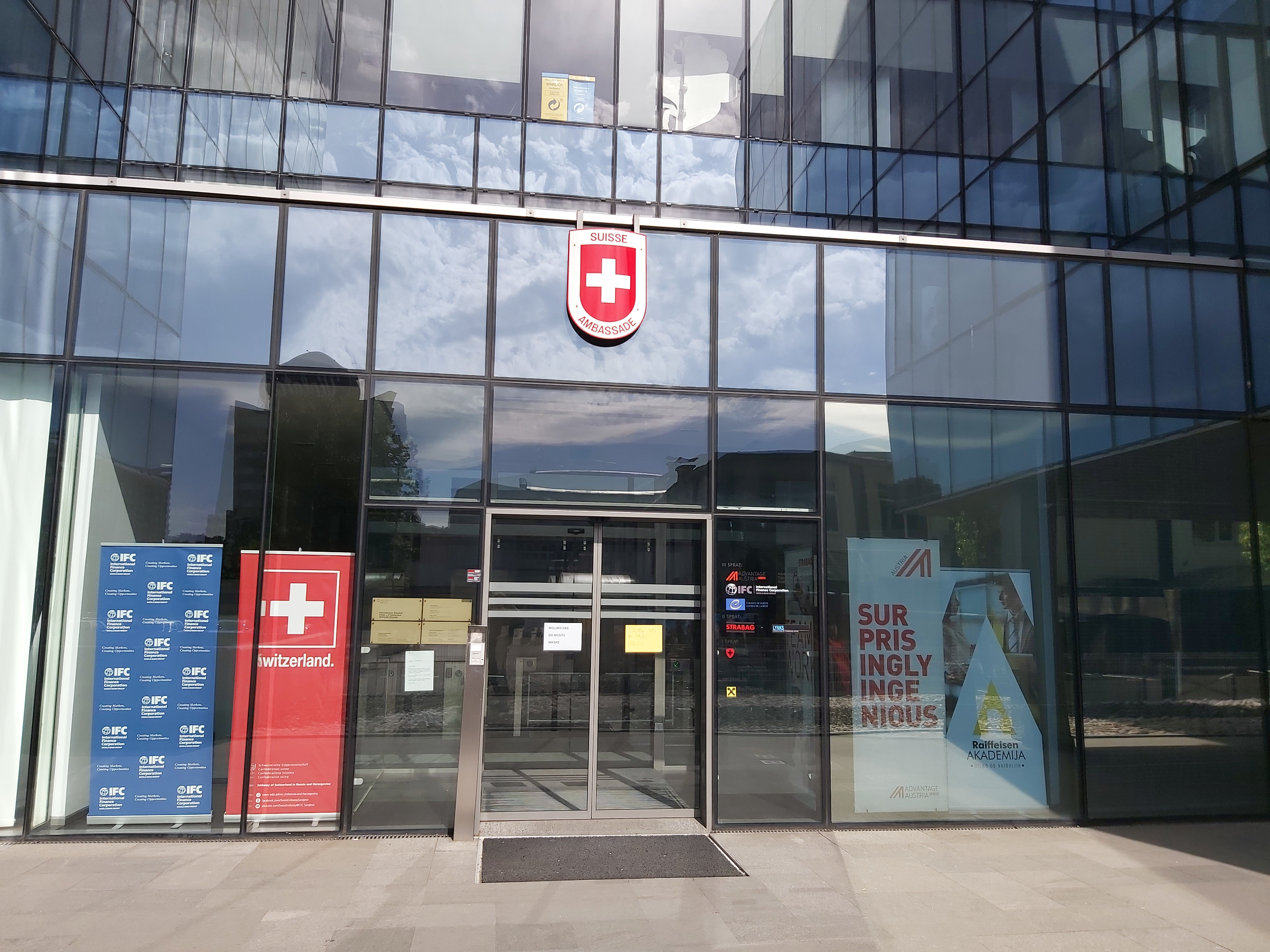
Ambassade à Sarajevo.
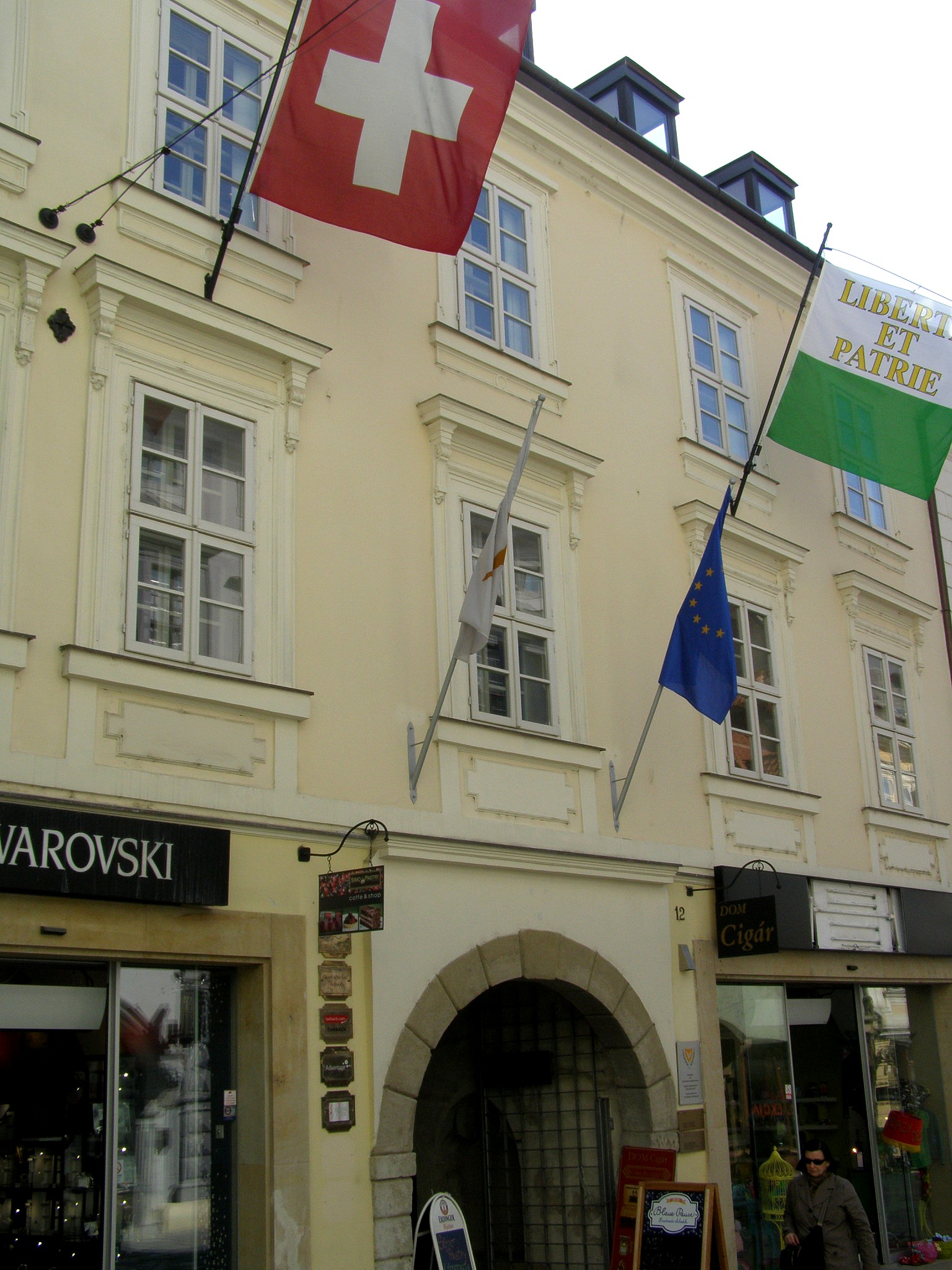
Ambassade à Bratislava (bâtiment partagé avec l'ambassade de Chypre).
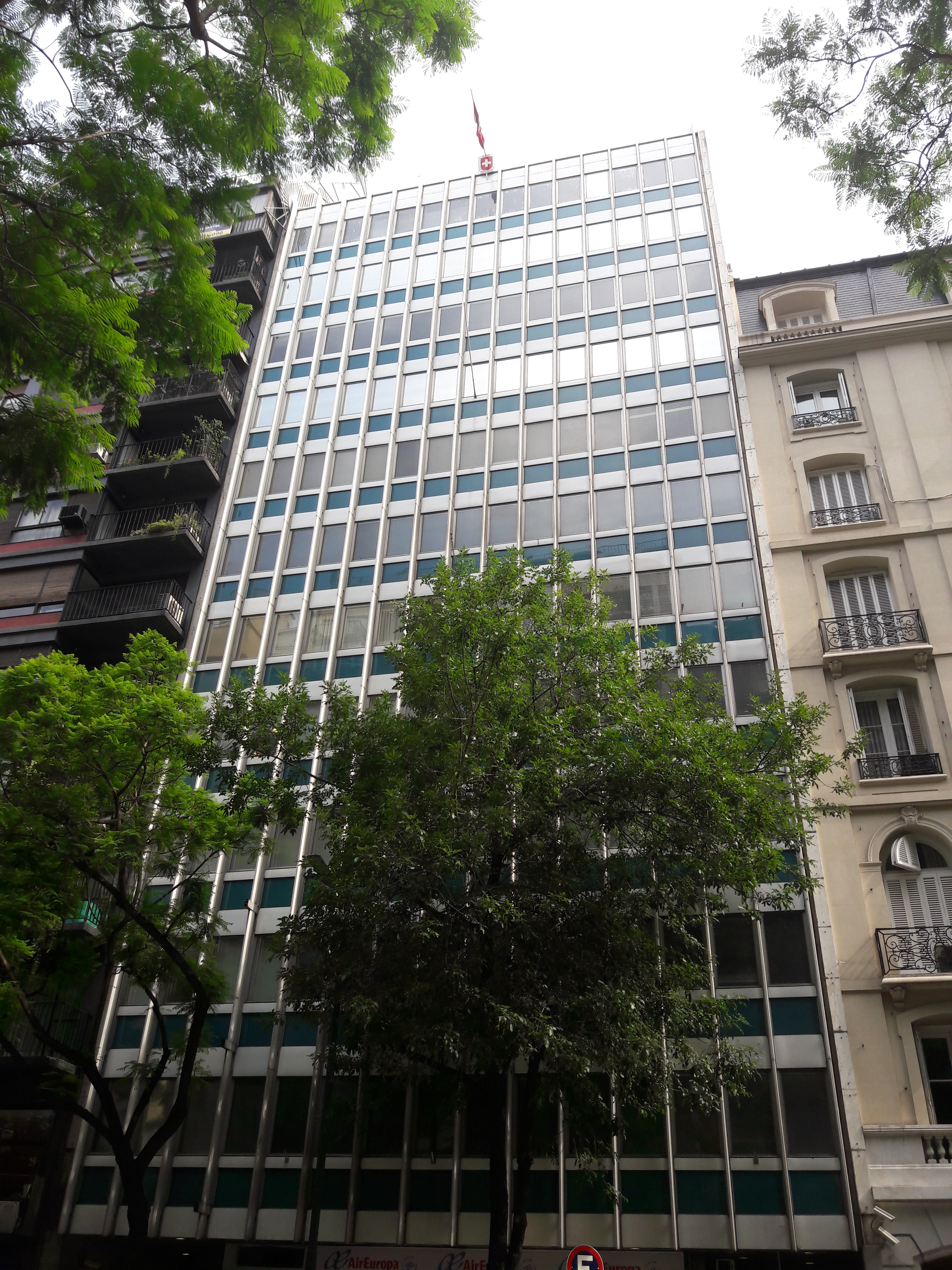
Bâtiment abritant l'ambassade à Buenos Aires.
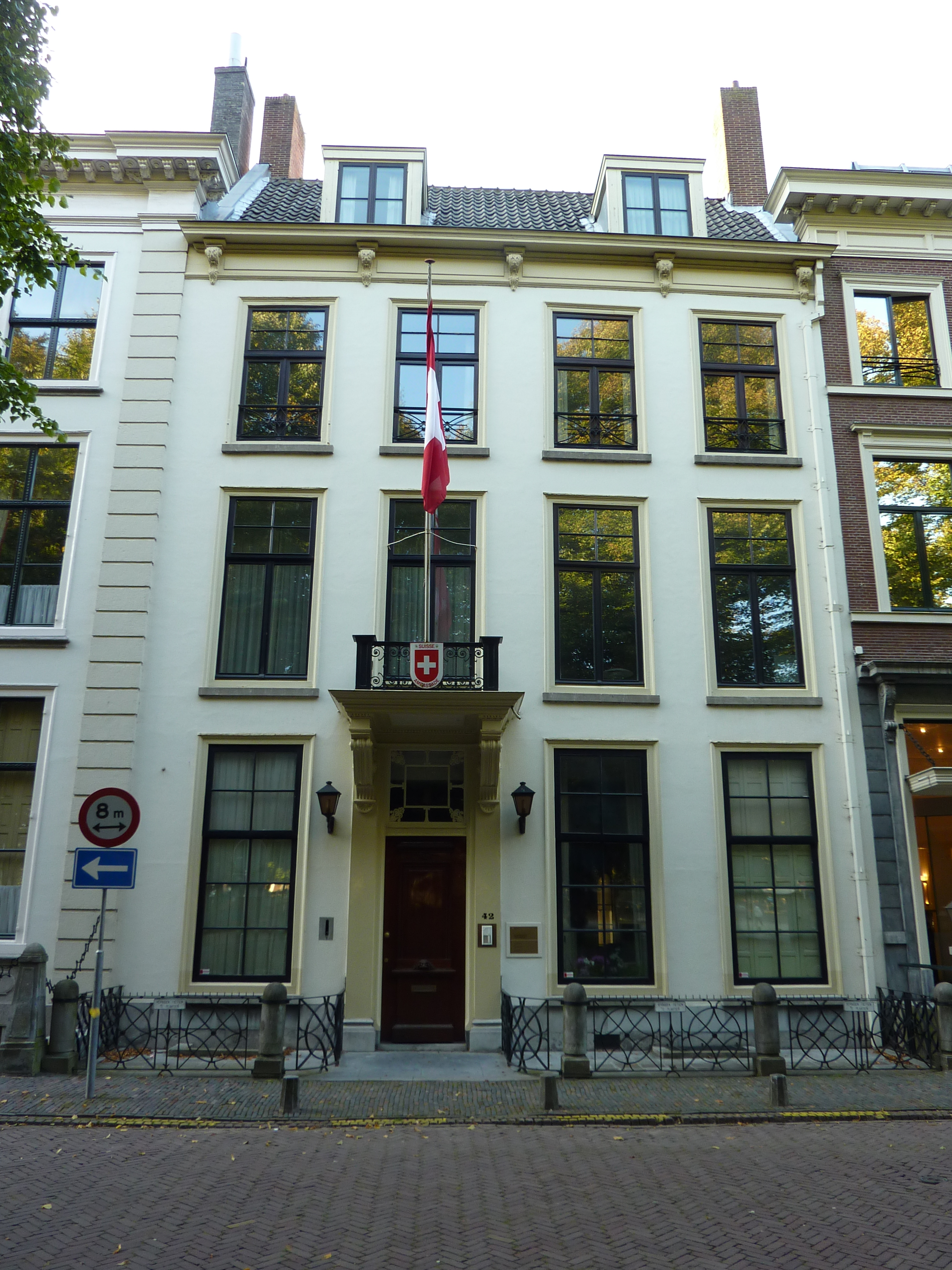
Ambassade à La Haye.
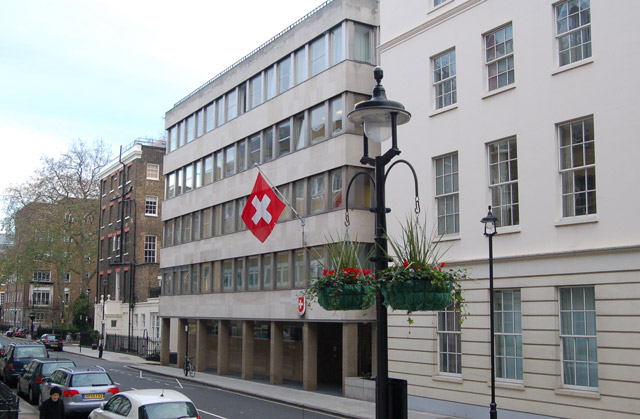
Ambassade à Londres.
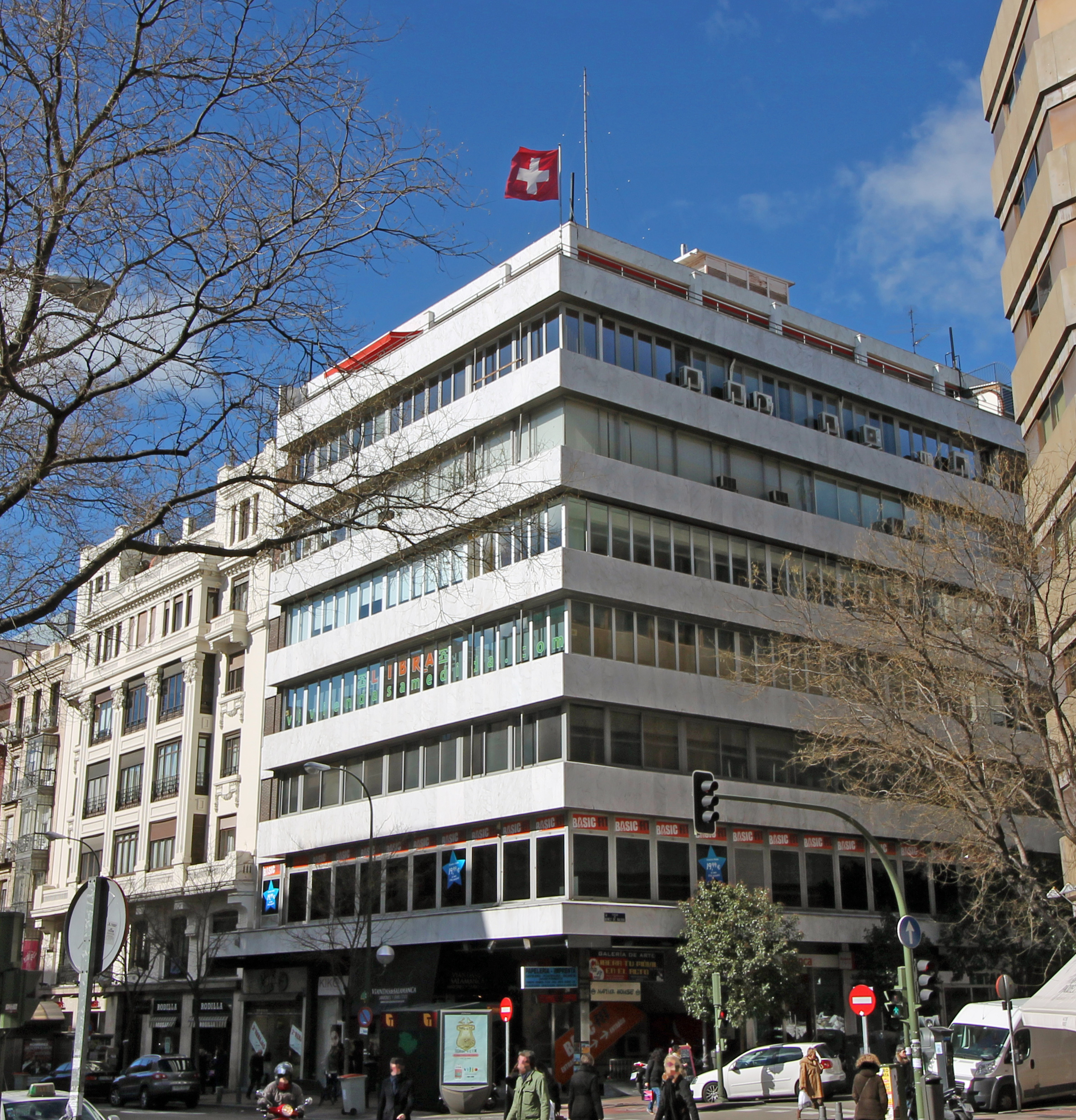
Bâtiment abritant l'ambassade à Madrid.
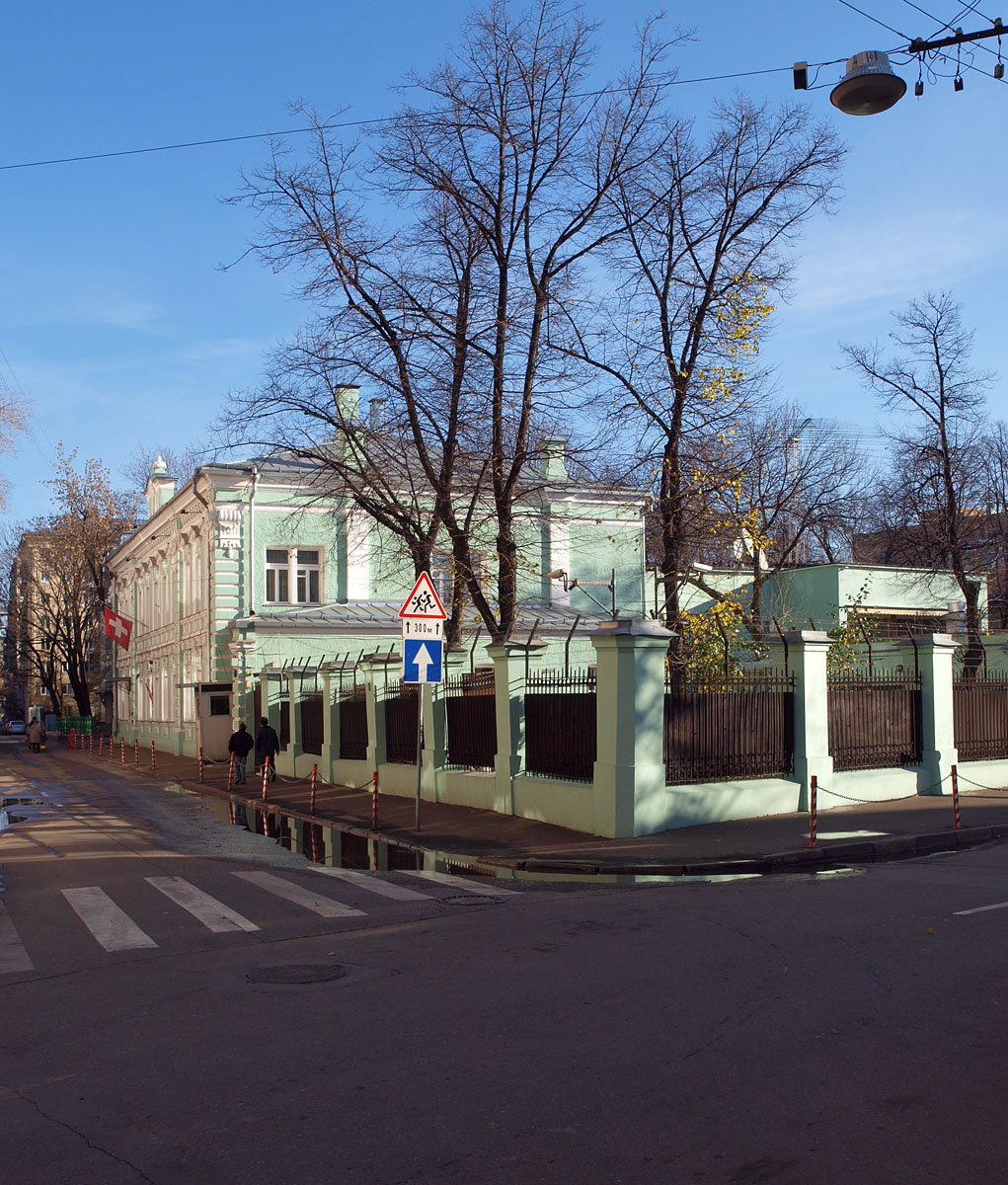
Ambassade à Moscou.
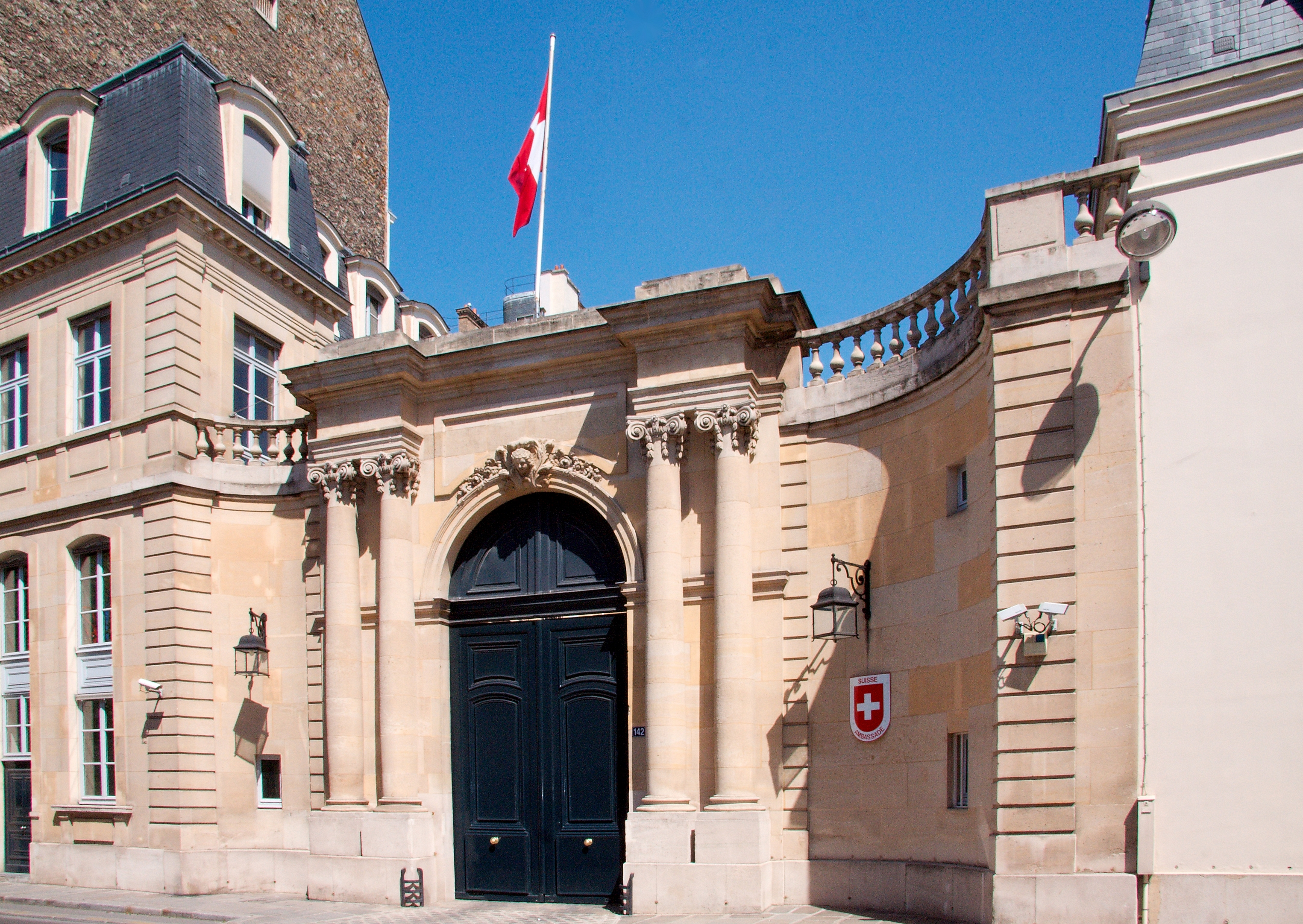
Ambassade à Paris, à deux pas des Invalides, rue de Grenelle.
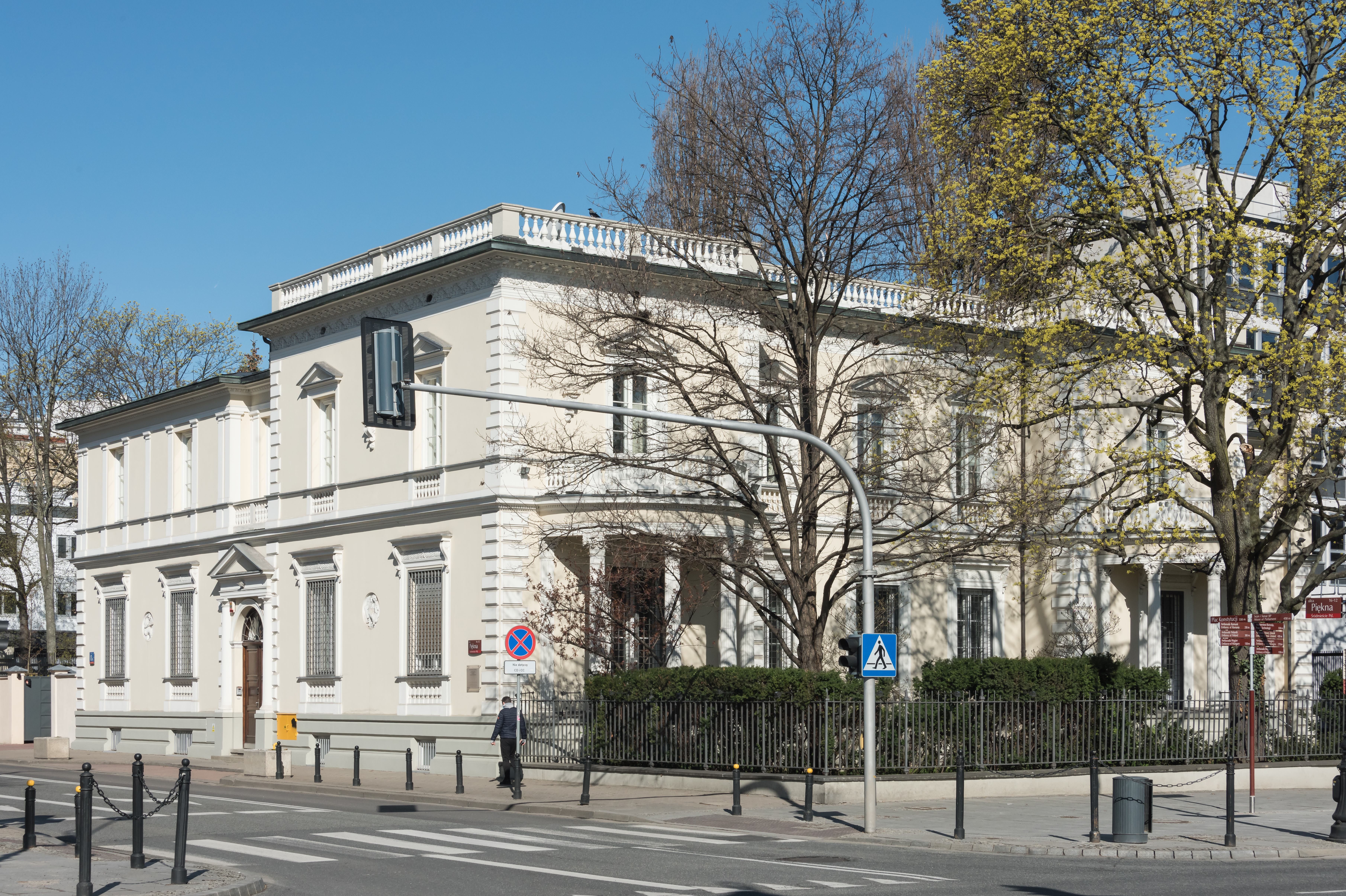
Ambassade à Varsovie.
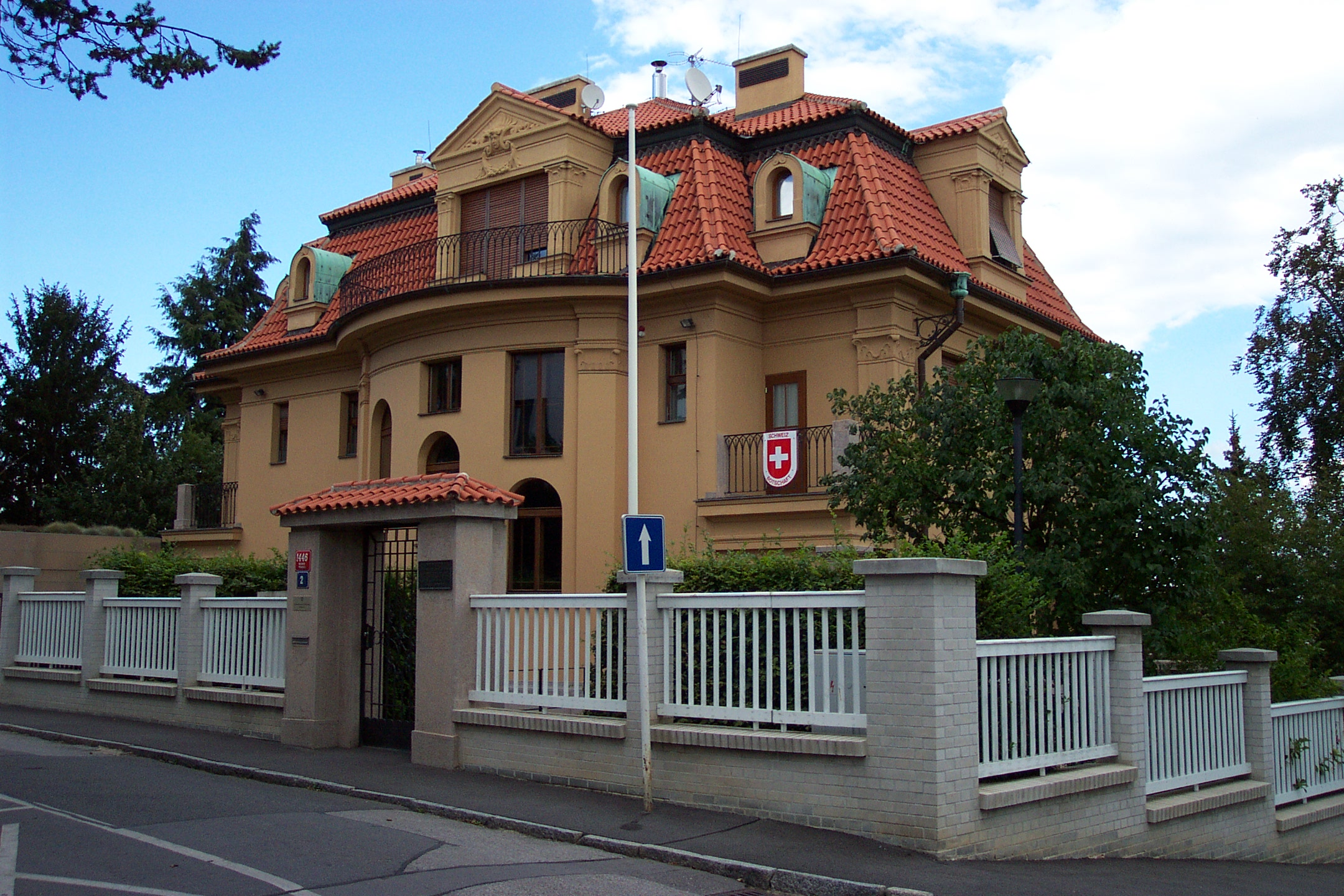
Ambassade à Prague.
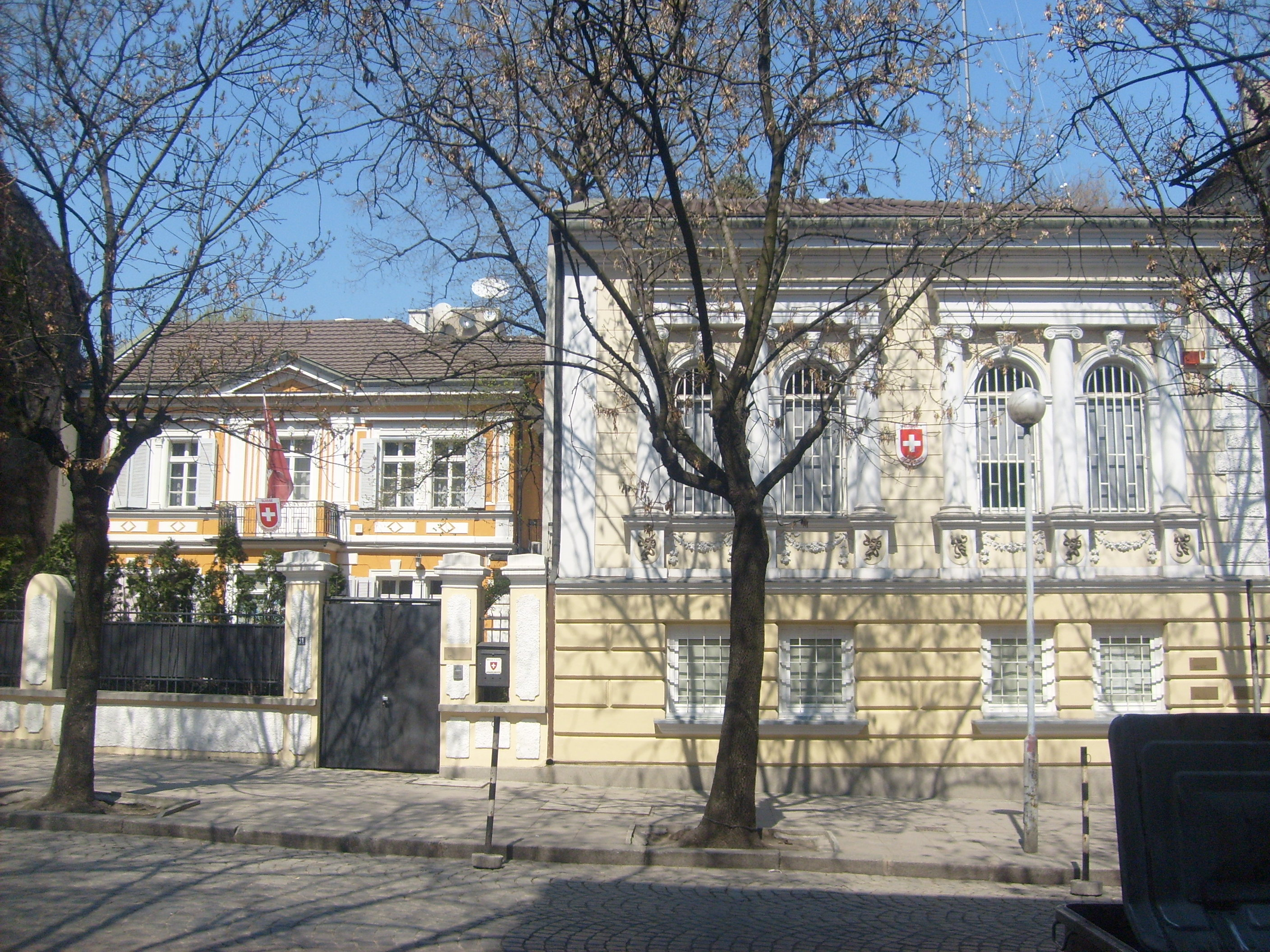
Ambassade à Sofia.
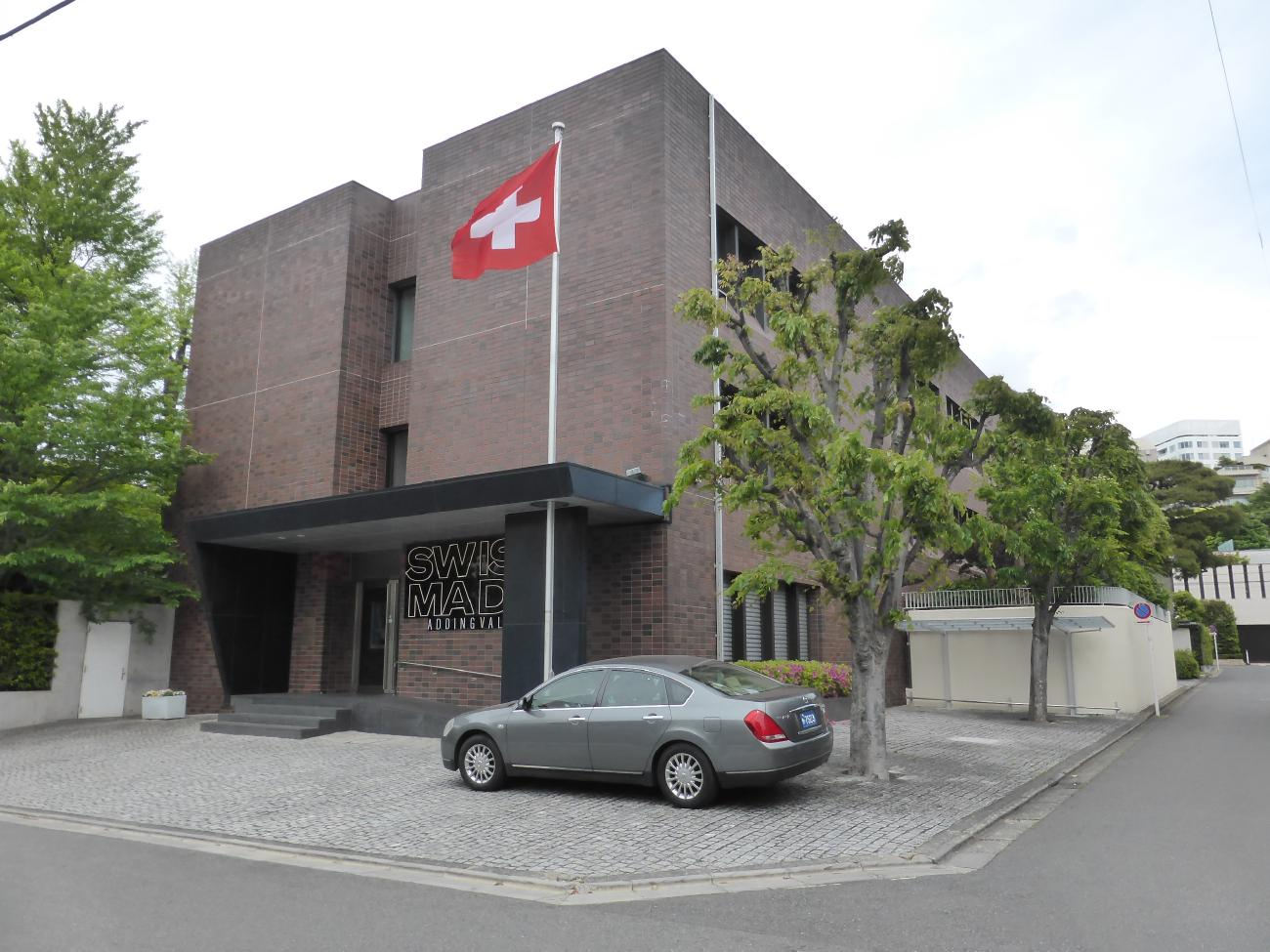
Ambassade à Tokyo.
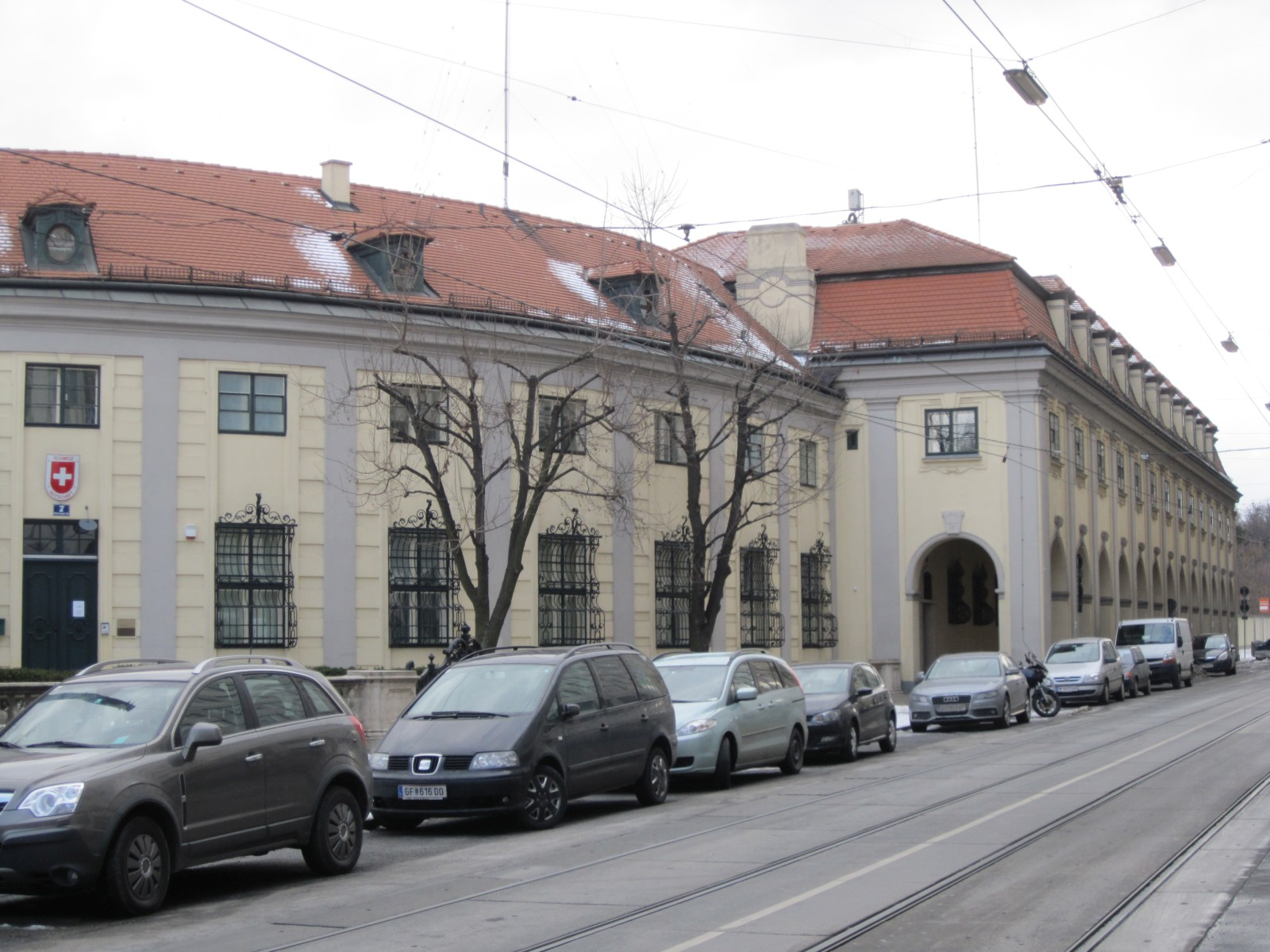
Ambassade à Vienne.
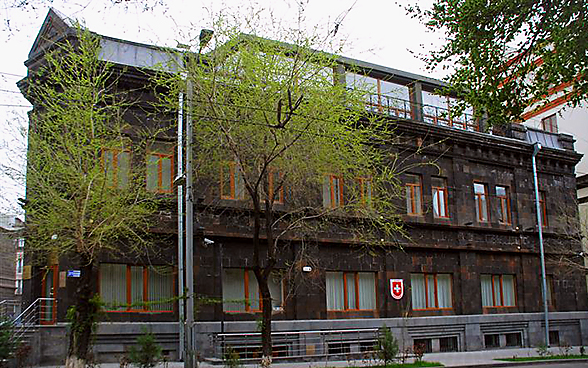
Ambassade à Erevan.

### Conférence des ambassadeurs
La conférence des ambassadeurs (dans sa forme longue Conférence des ambassadeurs et du réseau extérieur, appelée couramment BoKo pour Botschafterkonferenz en allemand) est la réunion annuelle des ambassadeurs suisses, à la fin août. Les consuls généraux et les chefs des bureaux de coopération sont également invités, de même que le président de la Confédération, d'autres conseillers fédéraux et d'autres hauts fonctionnaires de l'administration fédérale. Cette conférence existe depuis 1887. Partie intégrante de cette conférence, une excursion est organisée le dernier jour, sur proposition du président de la Confédération.
La conférence des ambassadeurs permet aux membres du corps diplomatique d'échanger entre eux sur des questions de géopolitique, mais aussi avec le personnel à la Centrale et le chef du département. Paul Widmer, ancien ambassadeur, la considère comme un important instrument de conduite au sein du DFAE. La conférence est placée sous un thème particulier chaque année (l'innovation par exemple en 2019).

## Réorganisations et anciennes unités

### Direction des affaires européennes (DAE)

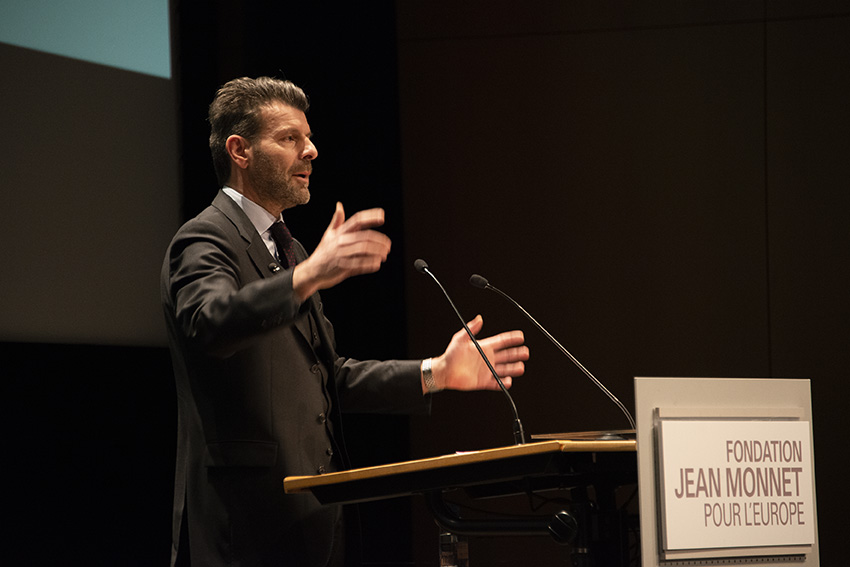
Roberto Balzaretti, secrétaire d'État, chef de la DAE de 2018 en Suisse à 2020 en Suisse.

La Direction des affaires européennes DAE (en allemand Direktion für Europäische Angelegenheiten DEA, en italien Direzione degli affari europei DAE) est l'unité responsable pour la politique européenne de la Suisse. Elle assure aussi la coordination des ambassades présentes dans pays membres de l'Union européenne et de l'AELE.
La DAE est issue de l'ancien Bureau pour les questions d’intégration entre l'ancien Département politique fédéral et l'ancien Département fédéral de l'économie (dit Bureau d'intégration), créé en 1961,. La DAE a pris sa forme actuelle de direction du DFAE le 1er janvier 2013.
La DAE est divisée comme suit :
- Division des affaires économiques
  - Section Affaires économiques et financières
  - Section Politiques sectorielles
- Division des affaires politiques
  - Section Politique et institutions
  - Section Justice et affaires intérieures
- Division Relations bilatérales
  - Section Europe occidentale, centrale et méridionale
  - Section États voisins et coopération transfrontalière

Les sections suivantes sont directement rattachées auprès de la direction :
- État major DAE
- Section Information
- Section Droit et accords

En octobre 2020, le Conseil fédéral décide de fusionner la DAE avec la Direction politique au sein du Secrétariat d'État avec effet au 1er janvier 2021.

### Réorganisation de 2020
D'un point de vue organisationnel, le corps diplomatique suisse est divisé en deux entre 2018 et la fin 2020.
Le SEE est compétent pour les relations bilatérales avec l'étranger, à l'exception des États membres de l'Union européenne et des rapports avec l'UE. La DAE est responsable des rapports bilatéraux avec chacun des Vingt-Sept et avec les instances européennes (et donc des négociations sur l'accord institutionnel).
Les deux hauts fonctionnaires responsables sont directement subordonnés au chef du département (Ignazio Cassis), et se trouvent donc au même niveau hiérarchique.
La NZZ dévoile fin août 2020 que Cassis veut changer la structure et intégrer la DAE au sein d'un nouveau Secrétariat d'État (en fusionnant la DAE avec la Direction politique), compétent cette fois pour toutes les régions du monde et pour les rapports (entre autres) avec l'Union européenne.
Le but de cette réorganisation est une meilleure coordination de la politique étrangère suisse. Ce changement organisationnel doit être toutefois approuvé par le Conseil fédéral, qui est réticent à changer de nouveau de structure après si peu de temps (seulement deux ans). Le Tages-Anzeiger parle à ce propos de la fusion de deux royaumes.
Le changement (intégration de la DAE avec la Direction politique au sein du SEE) est finalement approuvé par le Conseil fédéral 14 octobre 2020 en même temps que la nomination de Livia Leu Agosti en tant que secrétaire d'État et cheffe des négociations.
Les unités suivantes disparaissent au 1er janvier 2021 :
- la Direction politique, qui est dissoute au sein du Secrétariat d'État ;
- la Direction des affaires européennes, qui est intégré au SEE  et porte le nouveau nom de la Division Europe ;
- la Division Nations unies et organisations internationales, qui devient la Division ONU ;
- la Division Europe, Asie centrale, Conseil de l’Europe, OSCE, qui est renommée entre la nouvelle Division Eurasie ;
- la Division Moyen-Orient et Afrique du Nord, qui porte le nouveau nom de Direction MENA (pour Middle East and North Africa) ;
- la Division Afrique subsaharienne et Francophonie, qui est renommée Division Afrique ;
- la Division Politiques extérieures sectorielles, qui est rebaptisée Division Prospérité et durabilité ;
- la Division Sécurité humaine, qui est renommée Division Paix et droits de l'homme ;
- la Division politique de sécurité, qui porte le nouveau nom de Division Sécurité internationale ;

Une nouvelle unité est également créée : la Division Numérisation.

## Liste des conseillers fédéraux à la tête du département
- 1848-1849 : Jonas Furrer
- 1850 : Daniel-Henri Druey
- 1851 : Martin J. Munzinger
- 1852 : Jonas Furrer
- 1853 : Wilhelm Matthias Naeff
- 1854 : Friedrich Frey-Herosé
- 1855 : Jonas Furrer
- 1856 : Jakob Stämpfli
- 1857 : Constant Fornerod
- 1858 : Jonas Furrer
- 1859 : Jakob Stämpfli
- 1860 : Friedrich Frey-Herosé
- 1861 : Melchior Josef Martin Knüsel
- 1862 : Jakob Stämpfli
- 1863 : Constant Fornerod
- 1864 : Jakob Dubs
- 1865 : Karl Schenk
- 1866 : Melchior Josef Martin Knüsel
- 1867 : Constant Fornerod
- 1868 : Jakob Dubs
- 1869 : Emil Welti
- 1870 : Jakob Dubs
- 1871 : Karl Schenk
- 1872 : Emil Welti
- 1873 : Paul Ceresole
- 1874 : Karl Schenk
- 1875 : Johann Jakob Scherer
- 1876 : Emil Welti
- 1877 : Joachim Heer
- 1878 : Karl Schenk
- 1879 : Bernhard Hammer
- 1880 : Emil Welti
- 1881 : Numa Droz
- 1882 : Simeon Bavier
- 1883 : Louis Ruchonnet
- 1884 : Emil Welti
- 1885 : Karl Schenk
- 1886 : Adolf Deucher
- 1887-1892 : Numa Droz
- 1893-1896 : Adrien Lachenal
- 1897 : Adolf Deucher
- 1898 : Eugène Ruffy
- 1899 : Eduard Müller
- 1900 : Walter Hauser
- 1901 : Ernst Brenner
- 1902 : Joseph Zemp
- 1903 : Adolf Deucher
- 1904 : Robert Comtesse
- 1905 : Marc-Emile Ruchet
- 1906 : Ludwig Forrer
- 1907 : Eduard Müller
- 1908 : Ernst Brenner
- 1909 : Adolf Deucher
- 1910 : Robert Comtesse
- 1911 : Marc-Emile Ruchet
- 1912 : Ludwig Forrer
- 1913 : Eduard Müller
- 1914-1917 : Arthur Hoffmann
- 1917 : Gustave Ador
- 1918-1919 : Felix-Louis Calonder
- 1920-1940 : Giuseppe Motta
- 1940-1944 : Marcel Pilet-Golaz
- 1945-1961 : Max Petitpierre
- 1961-1965 : Friedrich Traugott Wahlen
- 1966-1970 : Willy Spühler
- 1970-1978 : Pierre Graber
- 1978-1987 : Pierre Aubert
- 1988-1993 : René Felber
- 1993-1999 : Flavio Cotti
- 1999-2002 : Joseph Deiss
- 2003-2011 : Micheline Calmy-Rey
- 2012-2017 : Didier Burkhalter
- Depuis 2017   : Ignazio Cassis